# Émile Zola
Émile Zola (n. 2 aprilie 1840, Paris, Île-de-France, Franța – d. 29 septembrie 1902, Paris, Franța) a fost un romancier francez, cel mai cunoscut reprezentant al școlii naturaliste și un personaj public cu impact semnificativ în ceea ce privește procesul de liberalizare politică al Franței.
Născut la Paris, fiu al unui inginer italian, Émile Zola și-a petrecut copilăria în Aix-en-Provence și a învățat la Colegiul Bourbon. La vârsta de 18 ani s-a întors la Paris unde a studiat la Liceul Saint-Louis. Tinerețea sa a fost marcată de lipsuri materiale severe. După ce a lucrat ca funcționar la Librăria Hachette, a început să scrie articole periodice de critică artistică, precum și comentarii politice pentru diverse ziare din Paris și Nordul Franței. Controversat de la bun început, el nu și-a ascuns disprețul față de împăratul Napoleon al III-lea al Franței, care s-a folosit de a doua revoluție franceză ca de un vehicul pentru a accede la putere.
Majoritatea romanelor lui Zola sunt parte dintr-un ciclu ce poartă numele Les Rougon-Macquart (Familia Rougon-Macquart). Având ca scenă cel de-al doilea imperiu francez, seria urmărește, pe parcursul a cinci generații, traseul ereditar al unor fenomene deviante precum violența, alcoolismul și prostituția într-o familie franceză obișnuită, ale cărei ramuri principale sunt cea a respectabililor Rougon și cea a infamilor Macquart. Conform propriei mărturii, „Vreau să ilustrez, la începutul unui secol de libertate și adevăr, o familie care nu se poate înfrâna din goana de a poseda toate bunurile pe care prezentul i le promite și care eșuează tocmai din cauza avântului nesăbuit și a luminilor amăgitoare ale momentului; [aceasta este] convulsia fatală ce însoțește nașterea unei noi lumi.” Cele mai importante volume ale ciclului Les Rougon-Macquart sunt Germinal, Gervaise și Nana⁠(d), iar cel mai cunoscut roman din afara seriei este Thérèse Raquin (care a avut mai multe continuări).
Zola și Paul Cézanne au fost prieteni în copilărie și în tinerețe, dar amiciția lor a încetat când pictorul s-a simțit parodiat într-un roman despre viața boemă a artiștilor, L'Œuvre (Opera, 1886).
Zola și-a riscat cariera, libertatea și chiar viața pe 13 ianuarie 1898 când manifestul său J'accuse (Acuz!) a fost publicat pe prima pagină a cotidianului parizian L'Aurore, condus de Ernest Vaughan⁠(d) și Georges Clemenceau. Articolul, formulat ca o scrisoare deschisă către președintele republicii Félix Faure, acuza guvernul francez de antisemitism și invoca grave erori judiciare în cazul căpitanului evreu Alfred Dreyfus, încarcerat pe nedrept pentru spionaj în Insula Diavolului. Zola a fost judecat pentru calomnie și condamnat la închisoare, dar a reușit să evite pedeapsa exilându-se în Anglia. Datorită scriitorului, Afacerea Dreyfus a căpătat în scurt timp o dimensiune națională, împărțind societatea între susținătorii armatei reacționare sau ai bisericii și dreyfusarzii liberali și reformiști. Pentru cei din urmă, Zola a devenit un far călăuzitor și un simbol al dreptății. Cuvintele sale, „Adevărul este în marș și nimic nu-l va opri”, au rămas emblematice.
Zola a murit la Paris pe 29 septembrie 1902 din cauza unei intoxicații cu monoxid de carbon cauzat de un coș de fum blocat. Inamicii săi au fost acuzați de omor fără să se găsească dovezi concrete în acest sens iar în 1953 a fost publicat un articol despre presupusa confesiune a unui coșar care ar fi blocat intenționat coșul pentru a-l asfixia. Zola a fost înmormântat inițial la Cimitirul Montmartre din Paris, dar la 4 iunie 1908, la aproape șase ani de la moartea sa, rămășițele sale au fost mutate în clădirea Panthéonului.
În ianuarie 1998, președintele Jacques Chirac a ținut un memorial pentru a onora centenarul manifestului J'accuse. În același an, cotidianul romano-catolic francez La Croix și-a cerut în mod public scuze pentru antisemitismul manifestat cu ocazia afacerii Dreyfus.

## Biografie

### Copilăria și adolescența provensală (1840 - 1858)

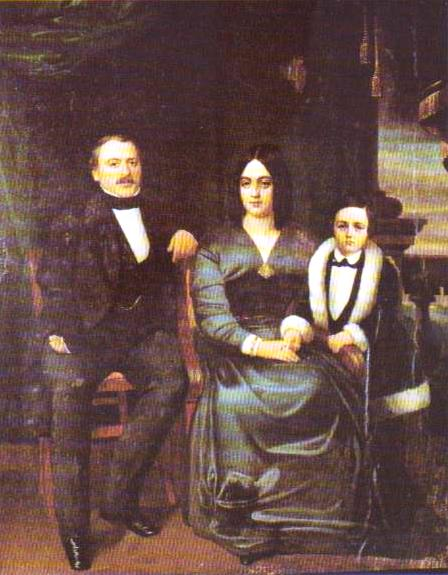
Émile Zola copil și părinții săi în 1845.

Émile Édouard Charles Antoine Zola s-a născut la 10 rue Saint-Joseph⁠(d) în Paris la data de 2 aprilie 1840 dintr-un tată italian și o mamă franceză. Este fiul unic al lui François Zola⁠(d), născut în Veneția, și al lui Émilie Aubert⁠(d), din Dourdan⁠(d). Tatăl său, inginer al lucrărilor publice, fost ofițer subaltern italian, participă la licitația pentru construcția unui sistem de furnizare a apei potabile de la muntele Sainte-Victoire către Aix-en-Provence. Obține contractul la 19 aprilie 1843 și se mută cu familia în Aix-en-Provence. Odată semnată concesiunea în 1844, François Zola creează cu partenerii financiari societatea de apă-canal Zola. Lucrările încep în 1847, dar François Zola moare în același an ca urmare a unei pneumonii. Barajul Zola din Aix-en-Provence, pus în funcțiune în 1854 îi poartă încă numele.
După moartea lui François Zola, creditorii acționează în justiție societatea de apă-canal. În 1851, doamna Aubert pleacă la Paris cu fiul ei pentru a se apăra în fața instanței împotriva lui Jules Migeon⁠(d) și a creditorilor care își dispută societatea. În 1852, la tribunalul de comerț din Aix-en-Provence, creditorii obțin falimentul societății de apă-canal. La data de 10 mai 1853, societatea este supusă licitației și este recumpărată de creditori, care îi schimbă numele în Migeon et Compagnie.
Émilie Aubert, mama lui Émile, complet falită, se ocupă de creșterea orfanului împreuna cu bunica lui, Henriette Aubert. Rămânând până la moarte (1880) aproape de fiul ei, ea a influențat puternic opera și viața de zi cu zi a lui Zola.
La școală, în Aix-en-Provence, Émile leagă o strânsă prietenie cu Jean-Baptistin Baille și mai ales cu Paul Cézanne care rămâne prietenul lui apropiat până în 1886. Cel din urmă îl inițiază în arta grafică, în special în pictură.
Din tinerețe, Emile Zola este pasionat de literatură. Acumulează lecturi și se ambiționează să devină un autor profesionist. Încă de la vârste fragede consideră că scrisul este adevărata sa vocație. În clasa a șasea compune deja un roman despre cruciade. Prietenii lui din copilărie, Paul Cézanne și Jean-Baptistin Baille, sunt și primii săi cititori. În schimburile lor de scrisori, Zola afirmă de mai multe ori că va deveni într-o zi un scriitor cunoscut.

### Viața boemă (1858 - 1862)
Émile Zola părăsește Aix în 1858 și i se alătură mamei sale la Paris, unde trăiește în condiții modeste, în speranța obținerii succesului. Treptat, Zola își constituie un mic cerc de prieteni, majoritatea originari din Aix-en-Provence.
Instalat la Paris, își completează cultura umanistă citindu-i pe Molière, Montaigne și Shakespeare, dar încă nu pe Balzac care îl va inspira abia mai târziu. Este de asemenea influențat de alți autori contemporani lui, ca Jules Michelet, sursa inspirațiilor sale științifice și medicale.
Émile Zola ratează de două ori bacalaureatul în 1859 și abandonează studiile. Aceste eșecuri îl marchează profund pe tânărul disperat că și-a dezamăgit mama. Este conștient că fără diplomă va avea de înfuntat grave dificultăți materiale.
Prima iubire a lui Zola se numește Berthe, o prostituată de care se îndrăgostește nebunește în timpul iernii 1860-1861. Prin intermediul ei, încearcă să iasă din rutina cotidiană și să recapete pofta de muncă, dar idealismul său se lovește de realitatea dură a mahalalelor pariziene. Din acest eșec reușește totuși să extragă substanța pentru primul său roman Confesiunea lui Claude (La confession de Claude).

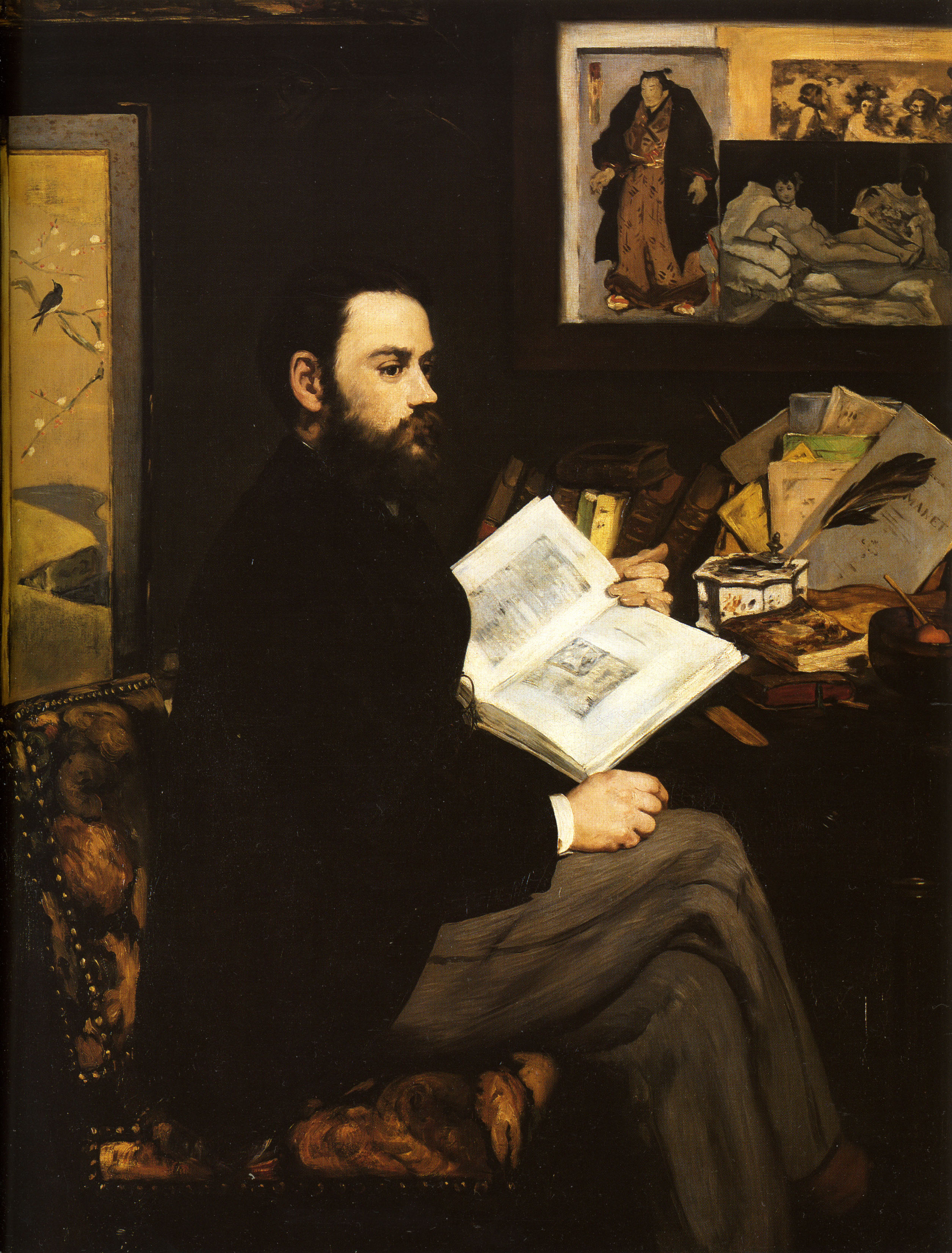
Portret realizat de Edouard Manet, 1868.

Tinerețea lui Zola este însă frământată și de alte pasiuni. Lumea picturii îl fascinează pe tânărul scriitor, care se află în contact direct cu mișcarea impresionistă, cu pictorii pe care îi va apăra în mod constant în cronicile din ziar. Se împrietenește cu Édouard Manet, care îl va reprezenta de mai multe ori în tablourile sale. Grație lui, Zola face cunoștință cu Stéphane Mallarmé. Se apropie de asemeni de Camille Pissarro, Auguste Renoir, Alfred Sisley și Johan Barthold Jongkind⁠(d). Paul Cézanne, amicul din copilărie, deține bineînțeles un loc special. Pentru decenii întregi, pictorul și scriitorul se întâlnesc, mențin o bogată corespondență și chiar se ajută financiar. Cu timpul însă, și mai ales după publicarea romanului Opera, lucrare în care artistul plastic crede că se recunoaște în personajul Claude Lantier, un pictor ratat, amiciția lor se stinge. Cézanne îi adresează ultima sa scrisoare lui Zola în 1886, după care nu se vor mai revedea niciodată.

### Descoperirea de către editură (1862 - 1865)
După eșecul de la bacalaureat, Émile Zola înfruntă piața muncii fără nicio calificare și intră ca angajat la birourile vamale în aprilie 1860. Nesatisfăcut, demisionează după două luni și rămâne o lungă perioadă fără slujbă, demoralizat și cu grave dificultăți financiare, până când reușește să intre în contact cu Louis Hachette⁠(d), care îl angajează ca funcționar în librăria sa la data de 1 martie 1862. Devine naturalizat francez la data de 31 octombrie 1862. Apreciat de colegi, multiplicându-și contactele cu lumea literară, Zola se menține patru ani la departamentul de publicitate de la Hachette, unde ocupă în final o poziție echivalentă unui atașat de presă din vremurile noastre.
La librăria Hachette, este marcat profund de ideologia pozitivistă și anticlericală și descoperă toate tehnicile producerii și comercializării cărților. Muncind din greu în timpul său liber, reușește să publice primele sale articole și prima carte, editată de Hetzel: Povestiri pentru Ninon (Les Contes à Ninon) din 1864.

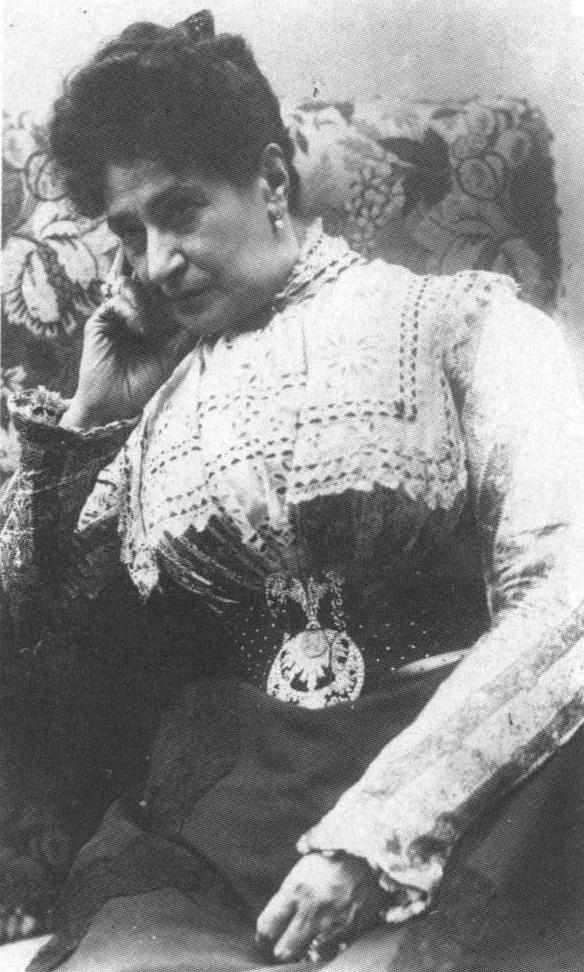
în 1900

La sfârșitul anului 1864, Zola face cunoștință cu Éléonore-Alexandrine Meley⁠(d), viitoarea sa soție, care se autointitulează și Gabrielle. Acest prenume ar fi fost al fiicei sale naturale, pe care a fost forțată la șaptesprezece ani să o abandoneze Asistenței publice. După nuntă, Alexandrine i-a dezvăluit cu siguranță lui Zola întunecatul secret.
Nu se cunoaște originea legăturii dintre Zola și Alexandrine Meley. Poate că această legătură a fost datorată hazardului, deoarece locuințele amândurora se aflau pe colina pariziană Montagne Sainte-Geneviève. Există zvonuri ale unei relații prealabile între Alexandrine și Paul Cézanne. Alexandrine ar fi putut fi model pentru grupul de pictori pe care îl frecventa Zola. Nicio dovadă însă nu justifică aceste afirmații.

### Jurnalist literar (1866 - 1868)

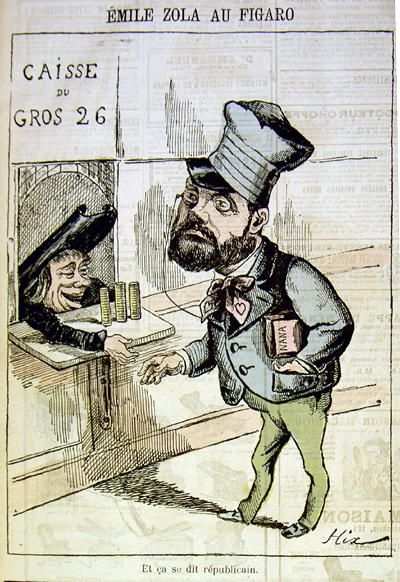
Zola în Figaro, caricatură de Hix, Le Grelot, 10 ianuarie 1881, Și așa ceva se numește republican.

Începând cu 1863, Zola colaborează episodic, apoi regulat după 1866, la rubricile de critică literară și artistică ale diferitelor ziare. Cotidienele îi îngăduie tânărului autor să își publice textele rapid și astfel să își demonstreze publicului larg calitățile de scriitor. Pentru el e ca „o pârghie puternică care îi permite să se facă cunoscut și să-și rotunjească veniturile”.
Beneficiază de avântul formidabil al presei din a doua jumătate a secolului al XIX-lea, care a asigurat evoluția imediată a tinerilor autori. Zola le va spune, până la sfârșitul vieții sale, tuturor scriitorilor aspiranți care i-au cerut sfatul, că trebuie să-și propună să meargă pe propriile picioare, scriind la început în presă.
Émile Zola are o prezență mai răsunătoare în ziarele din nordul Franței precum Le Journal populaire de Lille și L'Écho du Nord, ziare care se opun vehement Celui de-al Doilea Imperiu. Se folosește cu succes de cunoștințele sale legate de lumea literar-artistică pentru a întocmi articole de critică. Începând cu 1866, la 26 de ani, ține două cronici în ziarul Evenimentul (L'Événement⁠(d)). La L'Illustration trimite două povestiri care se bucură de un oarecare succes. Din acel moment, contribuțiile sale sunt din ce în ce mai numeroase: câteva sute de articole în reviste și ziare foarte variate, precum: L'Événement și L'Événement Illustré, La Cloche (Clopotul), Le Figaro, Le Voltaire, Le Sémaphore de Marseille și Le Bien public⁠(d) (Binele public) din Dijon.
În afară de critică (literară, artistică sau dramatică), Zola publică în presă sute de povestiri precum și toate romanele sale (sub formă de roman-foileton). Practică un jurnalism polemic, în care nu ezită să-și devoaleze ura, dar și preferințele sau pozițiile sale estetice și politice. Își cântărește perfect intervențiile jurnalistice, utilizând presa ca pe un instrument de promovare a operei sale literare. Pentru primele sale lucrări, Zola trimite personal recenzii prefabricate criticilor literari ai Parisului, obținând în schimb numeroase articole.
În anul 1865, Zola își părăsește mama și se mută cu soția în cartierul Batignolles, pe partea dreaptă a Senei, în apropiere de Montmartre, sectorul unde se situează principalele organe de presă. Reticențele mamei lui Zola au întârziat cu cinci ani oficializarea căsătoriei. Este de asemenea o perioadă de sărăcie, în care Alexandrine⁠(d) este obligată să îndeplinească diverse munci pentru a reuși să se întrețină.

### Jurnalist politic (1869 - 1871)

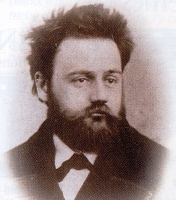
Portret al lui Émile Zola la treizeci de ani în 1870.

Liberalizarea presei în 1868 îi permite să participe activ la dezvoltarea ei. Cu ajutorul prietenilor lui Manet, Zola contribuie la noul ziar hebdomadar republican La Tribune⁠(d), unde își pune în practică talentul de polemist prin creațiile sale de satiră fină antiimperială. Atacurile sale cele mai acide îndreptate împotriva celui de-al Doilea Imperiu sunt publicate însă în La Cloche. Deși prea puțin entuziasmat de romanul lui Zola Thérèse Raquin,  Louis Ulbach⁠(d), directorul său, admiră insolența cronicarului.
Curajos, chiar temerar, Zola atacă cu duritate figuri importante ale camerei inferioare a Parlamentului (l'Assemblée Nationale), ca de Broglie sau de Belcastel. Ridiculizează o Cameră fricoasă, reacționară, „manipulată admirabil de Thiers”. De-a lungul unui an, produce mai mult de două sute cincizeci de cronici parlamentare. Acestea îi permit să se facă cunoscut în lumea politică și în același timp să construiască prietenii solide (și intimități). Colecționează de asemenea o mulțime de detalii pentru romanele sale care vor veni. Intervențiile sale publicistice sunt însă puțin riscante. Zola intră de două ori sub incidența legii și este pus sub arest în martie 1871. Impedimentele de acest gen nu au însă consecințe și este absolvit de fiecare dată în aceeași zi.
Zola rămâne cu precauție departe de lumea politică, față de care se comportă cu reticență, măsură și răceală. Activismul politic nu îl interesează și nu candidează niciodată la alegeri. Știe că este, mai presus de orice, un scriitor și are o atitudine rebelă. Se comportă ca un gânditor liber și un moralist independent, ceea ce îi aduce statutul de liberal moderat. Se opune ferm ordinii morale, în special prin romanul Cucerirea orașului Plassans (La Conquête de Plassans), interzis la vânzare în gări de către comisia de colportaj , și prin Greșeala abatelui Mouret (La Faute de l'abbé Mouret), un atac împotriva dogmei castității, consolidată atunci de Biserică prin taina căsătoriei. De asemenea, Zola ia apărarea comunarzilor grațiați prin legea amnistiei, evocându-i pe paria Revoluției din 1848 în Pântecele Parisului (Le Ventre de Paris) și îl susține în special pe Jules Vallès⁠(d), pentru ca acesta să își poată publica propriile texte. Acestea sunt ultimele articole politice ale lui Zola, pentru că apoi începe ciclul de romane Les Rougon-Macquart, de care se va ocupa în următorii douăzeci și doi ani.
Pe plan personal, căsătoria cu Alexandrine este celebrată într-un final la data de 31 mai 1870 la primăria arondismentului al XVII-lea, în ajunul conflictului franco-prusac. Alexandrine reprezintă un sprijin indispensabil în timpul numeroaselor momente de incertitudine ale scriitorului. El îi va fi recunoscător mereu pentru aceasta.
Zola nu a fost mobilizat în 1870. Ar fi putut să intre în Garda Națională, dar miopia sa și statutul său de susținător principal al familiei (îndeosebi al mamei sale) l-au eliberat de această sarcină. Urmărește decăderea celui de-al Doilea Imperiu cu ironie, dar nu este prezent în Paris în timpul Săptămânii Sângeroase⁠(d). Cu toate acestea știm că, fără să susțină spiritul Comunei din Paris, despre care relatează în presă cu moderație, nu s-a asociat nici cu Flaubert, Goncourt sau Daudet, când cei trei și-au exprimat satisfacția odată cu reprimarea violentă a Comunei. La 3 iunie 1871, în Sémaphore de Marseille, Zola scrie, referitor la oamenii din Paris: „Baia de sânge pe care tocmai au făcut-o a fost probabil o oribilă necesitate pentru a-i vindeca de unele frisoane. Îi veți vedea de acum crescând în înțelepciune și splendoare.” La momentul instaurării Republicii, Zola a încercat să obțină numirea ca sub-prefect în Aix-en-Provence  și la Castelsarrasin. În ciuda unei călătorii la Bordeaux, locul de refugiu al guvernului, are parte de un eșec. Zola nu este nici un om al intrigilor nici al rețelelor de prieteni.

### Spre succesul literar (1872 - 1877)

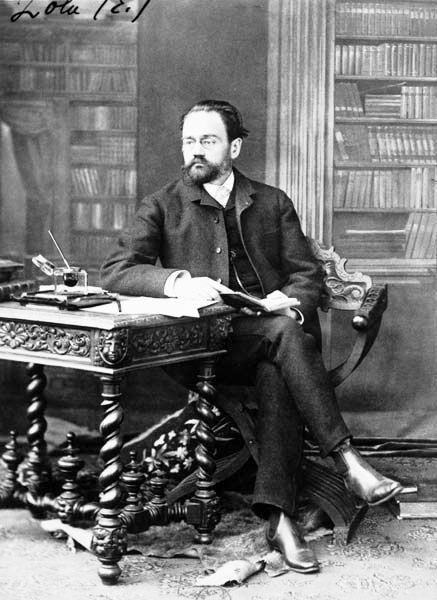
Émile Zola în 1870

Émile Zola este un om eminamente social, multiplicându-și amicițiile de toate tipurile și din toate mediile, dar evitând în același timp mondenitatea. Pasionat în general de viața tuturor semenilor lui, scriitorul privilegiază totuși prieteniile artistice și literare și le evită pe cele politice. Din 1868, grație muncii jurnalistice, se asociază cu frații Goncourt, Edmond și Jules. Mai târziu, în 1871, îl întâlnește pe Gustave Flaubert, care îl prezintă pe Zola lui Alphonse Daudet și Ivan Turgheniev cu ocazia reuniunilor duminicale. Toată viața, Zola va păstra nostalgia acestui „mic grup” în care „câte trei sau câte șase, întreprindem un galop prin toate subiectele și de fiecare dată revenim la literatură, la cartea sau piesa momentului, la întrebările generale, la teoriile cele mai riscante”.
Zola se apropie de asemeni de scriitori tineri ca Guy de Maupassant, Paul Alexis⁠(d), Joris-Karl Huysmans, Léon Hennique⁠(d) și Henri Céard⁠(d) care devin fidelii seratelor din Médan, aproape de Poissy, unde romancierul deține o mică casă la țară⁠(d), achiziționată în 1878. Acest „grup de șase” se află la originea volumului de proză scurtă Seratele de la Médan (Les Soirées de Médan) apărut în 1880. Cartea are șase coautori, dar cel mai mult se evidențiază Guy de Maupassant cu faimoasa sa povestire, Bulgăre de seu (Boule de Suif), care avea să-l propulseze pe tânărul scriitor în literatura universală.
Puterea de muncă a lui Zola începe însă și ea să dea roade. În această perioadă Zola publică un roman pe an, are multiple colaborări jurnalistice sau scrie piese de teatru, precum și volumul Noile povestiri pentru Ninon (Les Nouveaux Contes à Ninon). După ani îndelungați în care a suferit importante dificultăți financiare, situația sa începe să se stabilizeze odată cu enormul succes constituit de publicarea romanului L'Assommoir (cunoscut în România mai ales sub numele eroinei cărții, Gervaise⁠(d)), în 1877. Din acest moment, veniturile sale anuale oscilează între optzeci și o sută de mii de franci.
Zola nu devine însă foarte bogat, fiind nevoit să își întrețină mama și să se îngrijească de cele două case. Ca o consecință a implicărilor sale în presa politică și mai ales când vânzările romanelor sale scad, scriitorul va mai întâlni perioade de discomfort financiar, dar asta se va întâmpla doar temporar, și niciodată nu se va mai afla într-o reală dificultate de acum înainte. Romanele sale publicate în foileton îi aduc în medie o mie cinci sute de franci, iar drepturile de autor cincizeci de centime pentru fiecare volum vândut. Extrage de asemenea venituri importante din adaptările pentru teatru ale romanelor sale, precum și din numeroasele traduceri. În câțiva ani, veniturile lui Zola cresc rapid, până când ajung la valori de ordinul a o sută cincizeci de mii, în jurul anului 1895.

### Maestru al naturalismului (1878 - 1885)

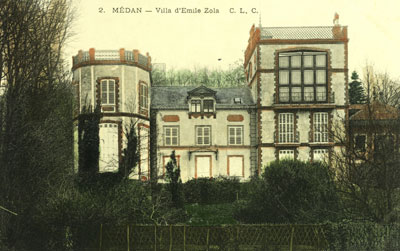
În 1878, grație succesului romanului L'Assommoir, Zola achiziționează această casă la țară în, căreia va continua să-i aducă îmbunătățiri.

Observator al oamenilor și al faptelor timpului său, Zola s-a implicat continuu prin romanele sale în dezbaterea temelor sociale, artistice și literare, fără să vireze vreodată spre politică. Politicienii i se păreau suspecți și, înainte de afacerea Dreyfus, nu a avut niciodată prieteni din lumea acestora. Republican convins, se avântă de tânăr în lupta contra Imperiului. Primele romane din ciclul Rougon-Macquart au astfel o țintă satirică și politică. După întoarcerea Republicii, cenzura la care este supus începând cu 1872, când publică La Curée⁠(d), îl dezamăgește profund. Cu toate acestea, rămâne un republican fervent, republica reprezentând pentru el „singura formă de guvernământ justă și posibilă”.
Această perioadă, care marchează începutul unei anumite recunoașteri profesionale, este umbrită de diverse evenimente din viața personală. 1880 este din acest punct de vedere un an foarte greu pentru scriitor. Moartea lui Edmond Duranty⁠(d), dar mai ales a lui Gustave Flaubert, răpus de un atac cerebral, îl întristează mult pe romancier. Aceste dispariții, care se adaugă pierderii mamei sale la finele aceluiași an, îl afundă pentru mult timp în depresie. În 1881, atingându-și autonomia financiară grație publicării regulate a volumelor din seria Rougon-Macquart, își întrerupe munca de jurnalist. Cu această ocazie își publică mesajul de „adio” în care face bilanțul a cincisprezece ani de luptă în presă. Nu va mai atinge condeiul de jurnalist decât pentru câteva intervenții sporadice în Le Figaro și L'Aurore, cum ar fi, de exemplu, cu ocazia prilejuită de afacerea Dreyfus, în 1897.

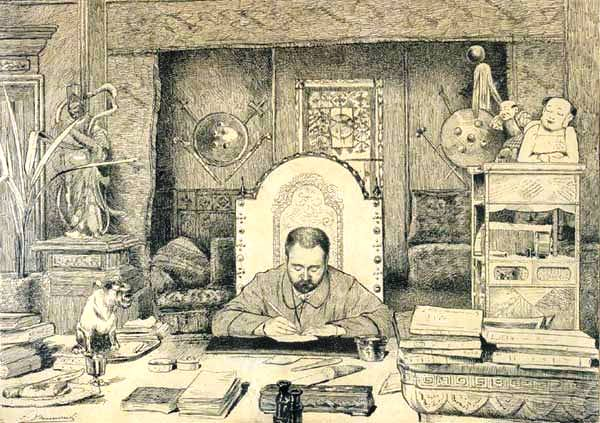
Émile Zola la tabla de lucru în cabinetul său de curiozități.

Două din motivele reușitei lui Zola constau în regularitatea cu care scrie și forța sa de muncă, sintetizate prin deviza pe care a trasat-o deasupra șemineului din cabinetul său de lucru din Médan Nulla dies sine linea. Viața sa respectă pentru mai mult de treizeci de ani o drămuire a timpului foarte strictă, deși forma muncii sale a variat mult de-a lungul vremii, în special în perioada în care îmbina jurnalismul cu scrierea romanelor. În general, la Médan, după o trezire la ora șapte, o gustare rapidă și o plimbare de o jumătate de ore de-a lungul Senei împreună cu câinele său Pinpin, Zola își încheagă ideile pentru prima etapă de lucru a zilei, etapă care se întinde aproape patru ore și la capătul căreia autorul produce cinci pagini. După-amiaza este consacrată lecturii și corespondenței, care îi ocupă mult timp. Spre sfârșitul vieții, romancierul modifică această ordine imuabilă pentru a se dedica după-amiaza mai mult copiilor săi și amână astfel o parte din activitățile sale pentru seara sau în timpul nopții.

### Terminarea seriei Rougon-Macquart (1886 - 1893)

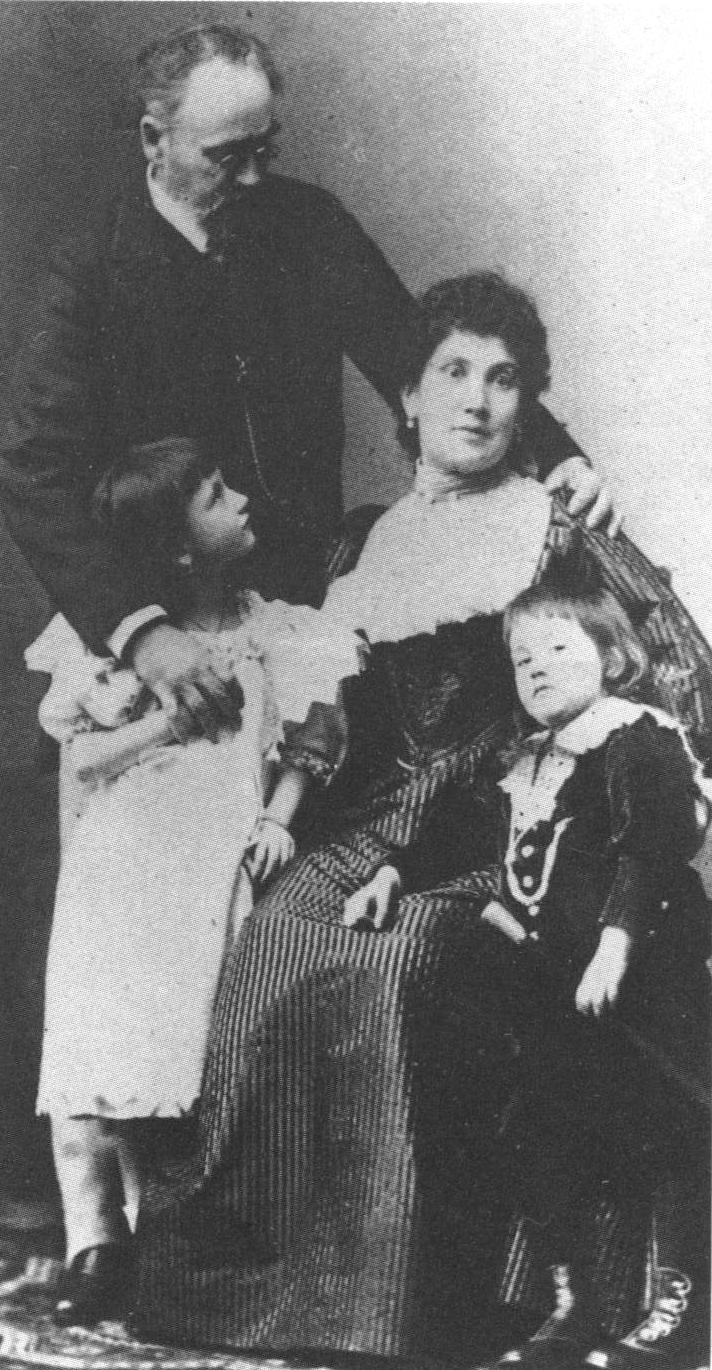
Clișeu cu Émile Zola și alături de cei doi copii ai lor, Denise și Jacques.

În 1888, când Zola, aflat în pragul vârstei de cincizeci de ani, își pune întrebări asupra sensului existenței sale, viața sa se transformă într-un mod drastic. Chiar el îi mărturisise lui Goncourt următoarele: „Soția mea nu este aici ... Ei bine, nu-mi stă în fire să trec pe lângă o fată tânără ca cea de aici, fără să-mi zic: « Oare nu se merită mai mult ca o carte? »”
În acest an, Jeanne Rozerot⁠(d), o tânără femeie de 21 de ani este angajată de Alexandrine Zola⁠(d) pentru a intra în serviciul lui Zola la casa acestuia din Médan. Alexandrine o adoră pe tânăra fată, care este spălătoreasă cum și ea a fost odată. Originară din Morvan, orfană de mamă, Jeanne vine la Paris pentru a se căpătui. Ea le ține companie soților Zola la sfârșitul verii, în timpul vacanței cuplului la Royan. Romancierul se îndrăgostește nebunește de Jeanne imediat. Émile nutrește pentru ea o iubire cu atât mai puternică cu cât tânăra îi dăruiește copiii pe care nu i-a putut avea niciodată cu soția sa Alexandrine: un băiat și o fată.
Jeanne îi va crește pe Denise, născută în 1889, și Jacques, născut în 1891, în cultul tatălui lor. Totuși, acesta nu își va părăsi tovarășa din tinerețe. Idila este secretă timp de trei ani, doar trei prieteni apropiați ai scriitorului fiind la curent cu ea. Zola o instalează pe noua sa metresă într-un apartament parizian și îi închiriează o casă de vacanță la Verneuil, în apropiere de Médan. Între Verneuil și Médan se poate deplasa cu ușurință cu ajutorul bicicletei.
Alexandrine Zola află de infidelitatea soțului în luna noiembrie 1891, iar existența celor doi copii îi este adusă la cunoștință probabil prin intermediul unei scrisori anonime. Criza cuplului se agravează până când se ajunge la un pas de divorț. Totuși, după trei ani de secrete și minciuni, totul vine ca o ușurare pentru romancier. Primind asigurarea că soțul nu o va abandona niciodată, Alexandrine se resemnează, iar Jeanne își acceptă statutul de femme cachée (femeie ascunsă). Alexandrine se va ocupa chiar de creșterea copiilor, le oferă cadouri, uneori îi scoate la plimbare, oferindu-le o dragoste maternă de care ea însăși a fost privată. La moartea scriitorului, ea îi recunoaște oficial pe cei doi copii, astfel încât aceștia pot purta numele tatălui.
Zola încearcă așadar, să își organizeze viața dublă într-o oarecare măsură, împărțind-și timpul între Alexandrine și Jeanne. În iulie 1894, scrie: „Nu sunt fericit. Acest partaj, această viață dublă pe care sunt forțat să o trăiesc mă va aduce într-un final la disperare. Am avut visul de a face pe toată lumea din jurul meu fericită, dar văd bine că așa ceva este imposibil”.

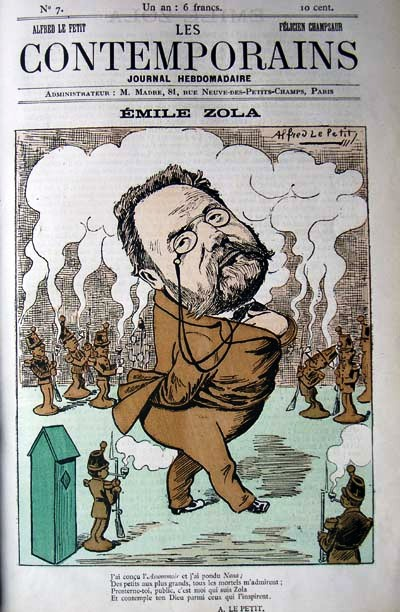
Caricatură politică a lui Zola de Lepetit în Le Contemporain - 1887.

În același timp, imensul succes pe care romanul Thérèse Raquin l-a avut a început să îi irite pe Daudet și frații Goncourt.
Odată cu reușita, dar mai presus, din cauza scandalelor publice, alte mari prietenii ale scriitorului se răcesc. Campanii de presă sunt îndreptate împotriva lui Zola, notabil fiind aici un pamflet publicat în Le Figaro în 1887: Manifestul celor cinci (Manifeste des cinq.) Cinci romancieri de inspirație naturalistă  apropiați ai lui Daudet și ai fraților Goncourt, au lansat un atac împotriva scriitorului și a noului său roman, Pământul (La Terre), aflat în curs de apariție în presă. I se reproșează violent insuficiența documentării, lipsa seriozității și preferința pentru vulgar, „supiditatea lecțiilor despre ereditate”, „superficialitatea observațiilor”, „discursul decadent”, și se afrimă că „maestrul a coborât la fundul gunoiului”. Zola decide să nu răspundă, dar presa se transformă în întregime într-un apărător al scriitorului. Relațiile între Zola, Goncourt și Daudet se răcesc din acest moment.
Odată cu succesul literar vin însă și onorurile. Zola acceptă crucea Legiunii de Onoare cu condiția de a fi dispensat de cererea scrisă oficială. După numeroase tergiversări, Édouard Lockroy⁠(d) îi acordă această decorație. Scriitorul devine cavaler al Legiunii de Onoare pe 13 iulie 1888, spre disperarea fraților Goncourt, a lui Alphonse Daudet și chiar a apropiaților săi, spre exemplu, a prietenului său Paul Alexis. Octave Mirbeau intitulează chiar un articol despre Zola de pe prima pagină din Le Figaro „La Fin d'un homme” (Sfârșitul unui om). Pe 13 iulie 1893, Raymond Poincaré îl numește ofițer al Legiunii de Onoare. Cu toate acestea, din cauza condamnării ce a urmat articolului „J'accuse”, Zola este suspendat din ordinul legiunii la data de 26 iulie 1898 și nu se va mai reintegra niciodată.
În 1891, este prezentat de Alphonse Daudet Societății Oamenilor de Litere din Franța (Société des gens de lettres⁠(d)) și este primit excepțional de bine, cu aplauze și voturi în unanimitate. Este ales în comitet, apoi ales și reales președinte din 1891 până în 1900. Își exercită foarte serios funcțiile: reprezintă în presă organizația și valorile ei 
 și face Societatea recunoscută ca instituție de utilitate publică. Dreptul proprietății literare și apărarea drepturilor autorilor progresează în Franța sub autoritatea lui, iar convenții cu țări străine, ca Rusia, sunt semnate.

### Afacerea Dreyfus (1894 - 1899)
Romancierul intervine în afacerea Dreyfus la sfârșitul anului 1897. Campaniile de ură antisemită îl determină pe Zola să se implice în favoarea evreilor. Primul său articol este publicat în Le Figaro. Este urmat de Le Syndicat pe 1 decembrie și de Procès-verbal pe 5 decembrie. Zola le concluzionează prin fraza profetică, rămasă celebră: „La vérité est en marche et rien ne l'arrêtera”. Adevăratul trădător, comandantul Walsin Esterházy⁠(d), în locul căruia a fost acuzat Alfred Dreyfus, este denunțat și apoi judecat de un consiliu de război la Paris la data de 10 ianuarie 1898. Este achitat ziua următoare. După condamnarea unui nevinovat și achitarea celui ce poartă vinovăția, Zola se simte determinat să aibă o reacție publică, reacție ce s-a dovedit extrem de energică.

#### «J'accuse…!»

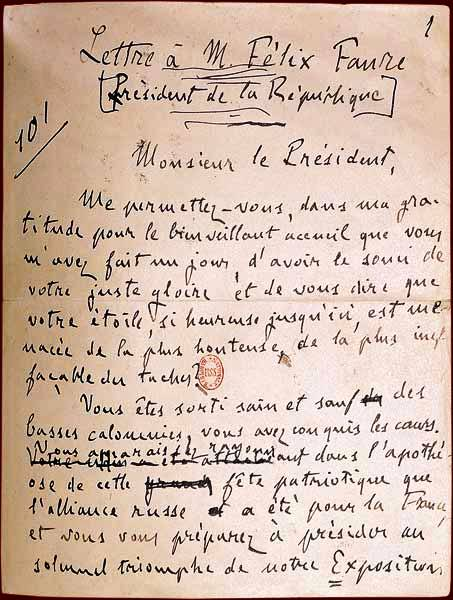
Prima din cele 32 de pagini autografe ale manuscrisului J'accuse…!, ianuarie 1898

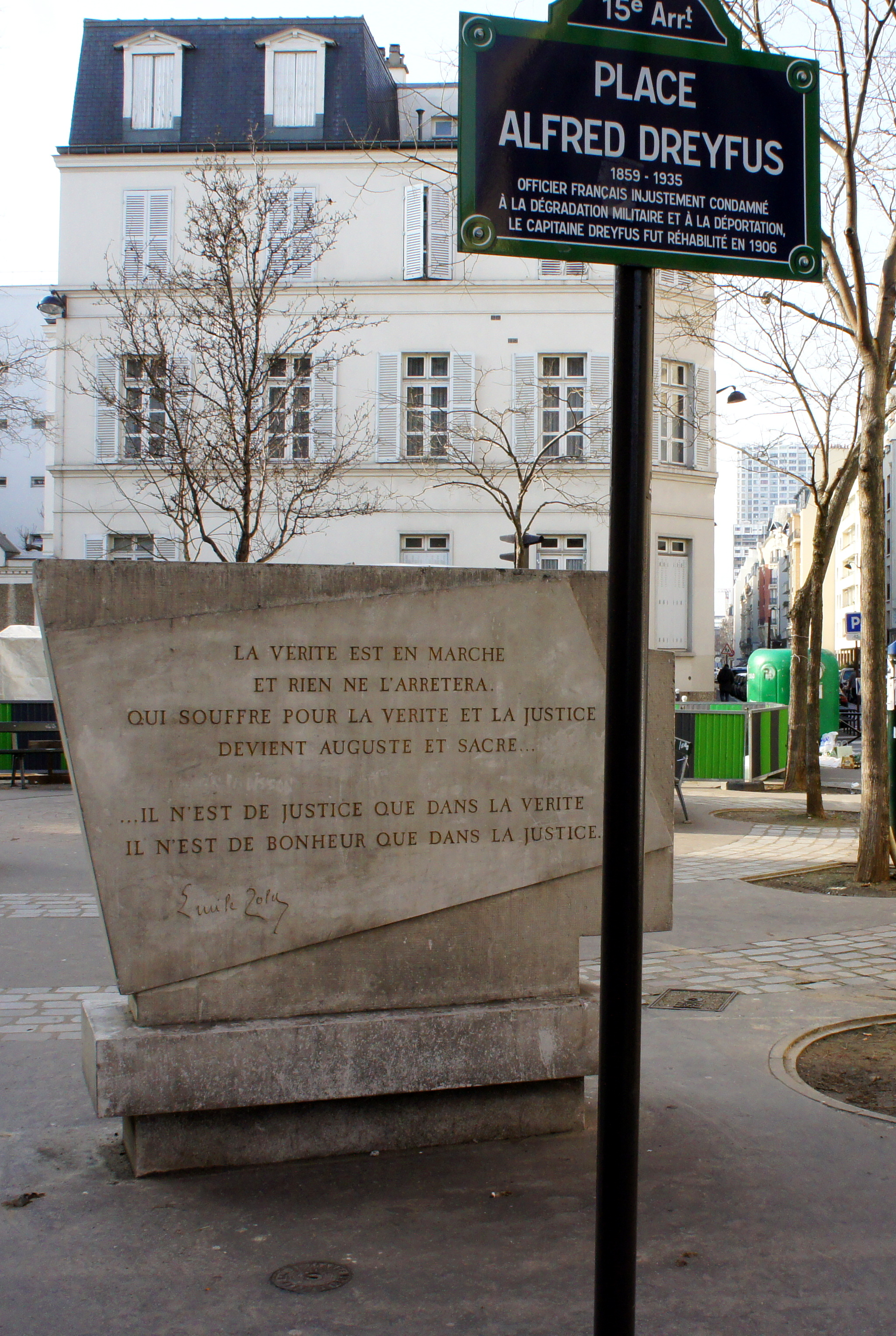
Place Alfred Dreyfus, Paris XV

Émile Zola pregătise de câteva săptămâni o anchetă asupra afacerii Dreyfus. Deoarece Le Figaro îi refuzase ultimele articole, cu scopul de a-și păstra cititorii cu opțiuni conservatoare, scriitorul se adresează ziarului L'Aurore. Termină redactarea articolului în cele patruzeci și opt de ore care au urmat pronunțării verdictului. Deși numele inițial este „Scrisoare către Dl. Félix Faure, Președintele Republicii”, Ernest Vaughan (directorul de la L'Aurore) și Clemenceau găsesc un alt titlu, mai scurt și mai percutant: „J'accuse…!”. Numărul de joi, 13 ianuarie 1898 al L'Aurore își depășește tirajul. Trei sute de mii de exemplare sunt vândute în câteva ore. Articolul este un pamflet virulent, dar, în același timp, și prima sinteză a afacerii Dreyfus, pe care publicul o descoperă în sfârșit în totalitatea ei. Impactul articolului este considerabil în Franța ca și în întreaga lume. Zola se expune personal urmăririlor judiciare, cu scopul de a relansa dezbaterea și de a aduce afacerea în fața unei instanțe de judecată civile. Reacția guvernului nu se lasă așteptată și Émile Zola este acuzat pentru defăimare.

#### Procesul lui Zola

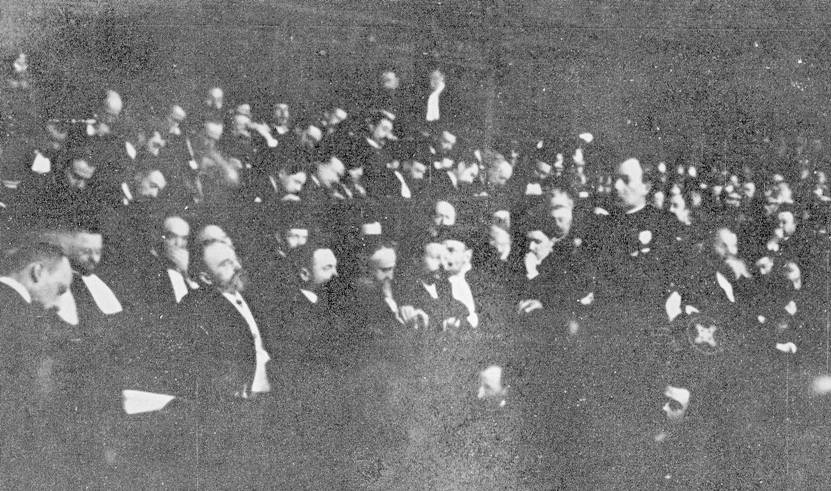
9 février 1898. Depoziția generalului Auguste Mercier. Zola observă.

În procesul intentat lui Zola nu sunt reținute decât trei paragrafe, adică optsprezece rânduri din câteva sute. Procesul se desfășoară într-o atmosferă foarte violentă. Fernand Labori⁠(d), avocatul lui Zola, citează în jur de două sute de martori. Demersul devine locul unei veritabile bătălii juridice, în care dreptul la apărare este frecvent batjocorit. Mulți observatori își dau seama de înțelegerile secrete dintre lumea politică și militară. Ca dovadă, Curtea primește ordinul ca substanța însăși a erorii judiciare să nu fie evocată. Expresia președintelui Delegorgue „La question ne sera pas posée” (Întrebare nu se poate pune), repetată de zeci de ori pentru a-l împiedica pe Labori să-și primească răspunsurile, devine celebră. Cu toate acestea, abilitatea lui Fernand Labori îi permite să expună numeroase iregularități și incoerențe ale afacerii Dreyfus și îi forțează pe militari să dezvăluie mai mult decât ar fi dorit.
Zola este condamnat la un an de închisoare și 3000 de franci amendă. Împreună cu costurile legale, suma se ridică la 7555,25 franci, bani pe care Octave Mirbeau îi plătește din bugetul propriu la 8 august 1898..
La 2 aprilie, o cerere de recurs primește un răspuns favorabil. Cazul este adus în fața tribunalului Seine-et-Oise din Versailles. La 23 mai 1898, de la prima audiere, Labori face apel la Curtea de Casație pe motivul schimbării jurisdicției.
Procesul este amânat și dezbaterile sunt mutate pe 18 iulie. Labori îl sfătuiește pe Zola să părăsească Franța și să stea în Anglia până la sfârșitul procesului, iar Zola se supune. Acuzații sunt din nou condamnați.

#### Exilul în Londra

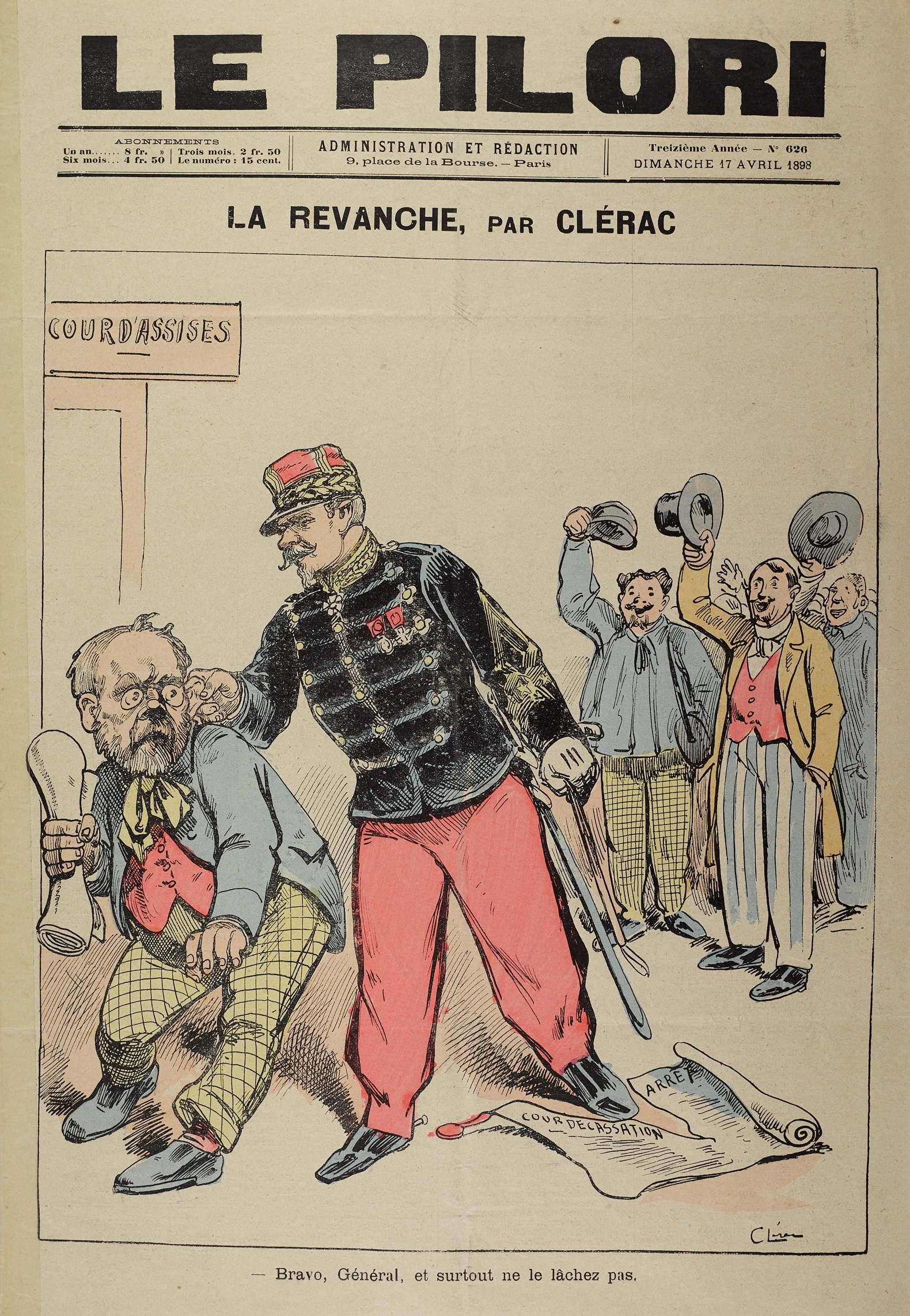
Prima pagină din Le Pilori din aprilie 1898 cu o caricatură anti-dreyfusardă.

Zola pleacă imediat în seara verdictului, înainte să i se comunice oficial decizia instanței și să devină executorie. 
Ca și în cazurile lui Hugo, Voltaire sau  Vallès⁠(d), acest exil declașează un val de opinii. La 18 iulie 1898 așadar, Zola, fără niciun bagaj, ia trenul de ora 21:00 pentru a ajunge la Calais. Se izolează în Londra, trăiește în secret, într-o solitudine întreruptă doar de vizitele prietenilor și ale familiei. Sinuciderea locotenet-colonelului Henry⁠(d) îi redă speranța încetării rapide a exilului, speranță care se dovedește zadarnică din cauza ritmului lent al justiției. Procesul cunoaște numeroase sincope și se întinde peste prima jumătate a anului 1899. Decizia, pozitivă, este luată pe 3 iunie, iar ziua următoare scriitorul se întoarce la Paris, după unsprezece luni de exil, aducând cu sine ultimul său roman, Fecunditate, terminat la 28 mai în anul precedent.

#### Revizuirea hotărârii și al doilea consiliu de război

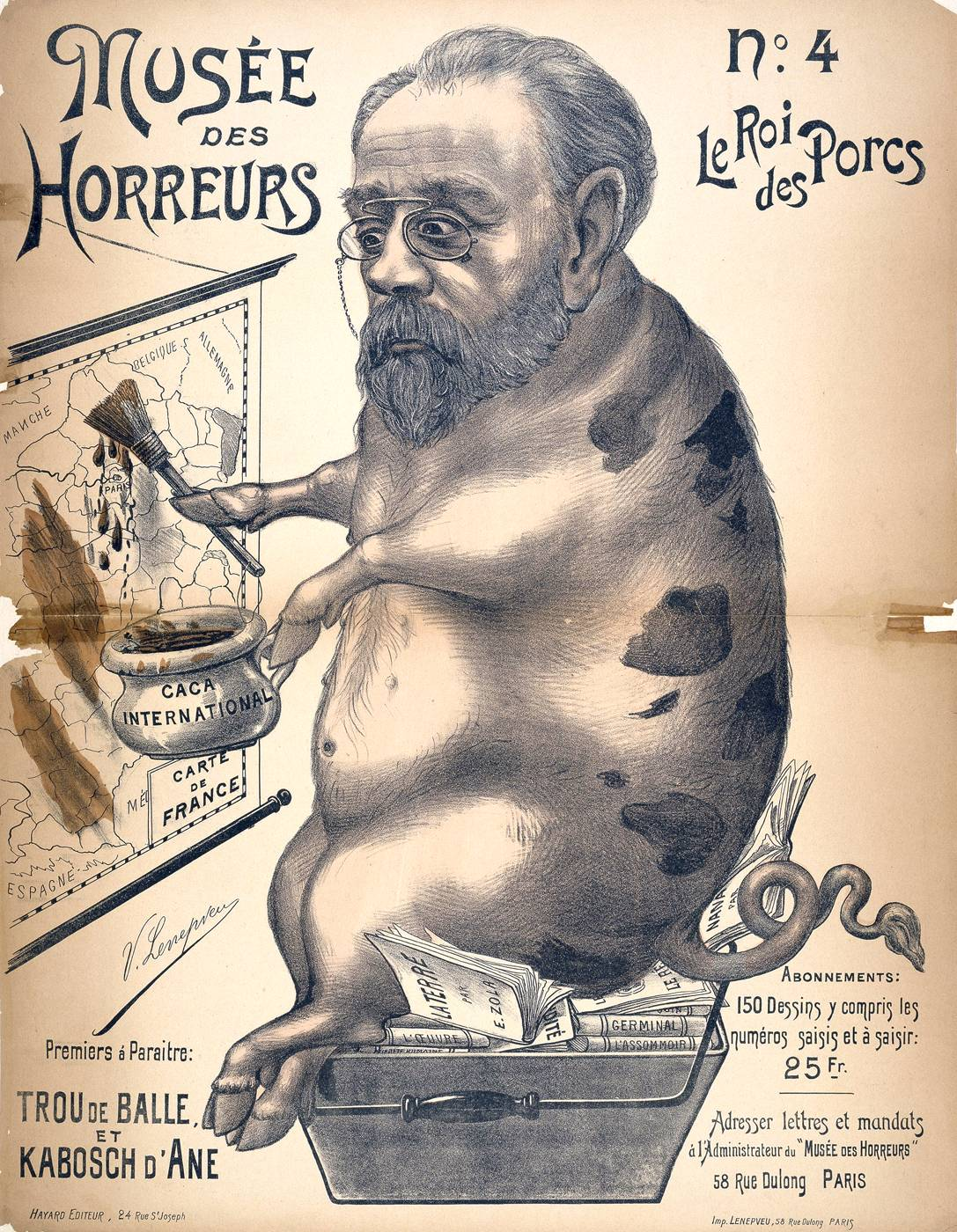
Regele porcilor, caricatură infamantă reprezentându-l pe Émile Zola în Musée des horreurs.

Hotărârea judecătorească din 1894 este într-un final anulată, căpitanul Dreyfus fiind trimis din nou în fața consiliului de război din Rennes. Prima reacție a lui Zola a fost de a-i scrie lui Alfred Dreyfus, cu puțin timp după întoarcerea acestuia în Franța metropolitană, la data de 30 iunie 1899.
Într-o scrisoare de patru pagini, Zola își explică ușoara întârziere: „Căpitane, dacă nu am fost unul din primii, de la întoarcerea dumneavoastră în Franța, care să vă transmită prin scris toată simpatia, toată afecțiunea, este pentru că m-am temut că scrisoarea mea ar putea rămâne de neînțeles. Am vrut să aștept ca fratele dumneavoastră admirabil să vă vadă și să vă explice lunga bătălie pe care am avut-o de purtat împreună”.
Între timp scriitorul a luat o decizie importantă. Pentru a nu compromite șansele succesului la consiliul de război de la Rennes, Zola nu intervine deloc în presă. Procesul începe pe 7 august 1899 în sala de festivități a liceului din Rennes. Fernand Labori, unul din avocații lui Dreyfus, este ținta unei tentative de asasinat la Rennes, tentativă care amână dezbaterile pentru aproape o săptămână. Zola îi aduce de mai multe ori dovada afecțiunii sale, Labori fiind fostul său apărător în fața tribunalului. Un verdict de vinovăție cu circumstanțe atenuante este oferit la 9 septembrie. O nouă nedreptate.
În L'Aurore din 12 septembrie, Zola explodează: „Îmi este groază, [...] simt teroarea absolută a omului care vrea să realizeze imposibilul, fluviile să urce înapoi spre izvoare, pământul să se rostogolească sub soare. Iar ceea ce strig este suferința mărinimoasei și nobilei noastre Franțe, este spaima de vidul în care se prăbușește”. 
Guvernul decide într-un final să îl grațieze pe Dreyfus, din cauza stării sănătății sale. Ultima luptă pe care Zola o va purta în favoarea lui Alfred Dreyfus a fost să conteste legea amnistiei prevăzută de Camera Deputaților, lege care prevedea scutirea de pedeapsă a tuturor actorilor Afacerii.

#### Consecințele implicării
Consecințele implicăriilui Zola au fost deopotrivă pozitive și negative pentru scriitor. Este evident că „J'accuse” a relansat complet dezbaterile legate de Afacerea Dreyfus și le-a dat o dimensiune socială și politică pe care nu au avut-o până atunci. Zola iese așadar din aceste dispute cu un statut de justițiar, de apărător al valorilor toleranței, dreptății și adevărului pentru un segment important al populației. Dar această implicare îl costă foarte mult. În primul rând, pe plan financiar, justiția îi confiscă bunuri și le revinde la licitație. Din momentul în care nedreptățile din procesul lui Dreyfus sunt demascate, Zola se transformă într-un fel de inamic public pentru naționaliștii anti-dreyfusarzi. Aceștia își vor concentra toate atacurile împotriva lui și vor găsi în el întruchiparea trădării patriei și a armatei. Din 1898, scriitorul este ținta unui torent de articole satirice, de caricaturi, de cântece zeflemitoare și de broșuri care vor încerca să-l târască în noroi și să-l defăimeze. În unele ziare, el este chiar obiectul atacurilor cotidiene.
Zola nu a regretat niciodată implicarea sa în Afacerea Dreyfus, oricare ar fi fost prețul. Scrie în notele sale: « Scrisoarea mea deschisă  „J'accuse…! a plecat ca un strigăt. Totul a fost calculat de mine, am parcurs textul legii, știam ce risc.”

### Ultimul ciclu de romane (1899 - 1902)
În ciuda noii condamnări a lui Alfred Dreyfus, care l-a afectat profund, Zola se consacră constant scrisului. Începe un nou ciclu de romane, Cele patru Evanghelii (Les Quatre Évangiles), din care primul volum, Fecunditate (Fécondité), este publicat în 1899. Continuă cu Munca (Travail) în 1901, când dispare prietenul său de totdeauna, Paul Alexis. Al treilea roman, Adevăr (Vérité), apare postum. A patra carte din serie, Dreptate (Justice), nu va apărea niciodată, lucrarea rămânând în stadiu de proiect la momentul morții scriitorului.
O altă ocupație a lui Zola, aflat la asfințitul vieții, este fotografia. Este fascinat de expoziția universală din 1900, pe care o fotografiază din orice unghi și creează un impresionant reportaj fotografic.
Émile Zola a luptat o singură dată pentru onoruri, și anume, s-a ambiționat să intre în Academia Franceză. Când era tânăr, în 1868, o numise în mod ironic „seră pentru mediocritățile care se tem de îngheț”. Douăzeci de ani mai târziu însă, își depune prima candidatură. După respingerea ei în 1890, scriitorul afirmă că „rămâne candidat și va fi candidat pentru totdeauna”. Până la ultima sa candidatură din 23 august 1897, care eșuează în 1898, Zola râvnește de nouăsprezece ori la fotoliul „nemuritorilor”, (de douăzeci și patru de ori conform academicianului Dominique Fernandez în răspunsul său la discursul de recepție al lui Danièle Sallenave⁠(d) la 29 martie 2012.). La data de 28 mai 1896, obține recordul de voturi, șaisprezece, în condițiile în care majoritatea este fixată la șaptesprezece voturi.
Înțelegând că implicarea sa în Afacerea Dreyfus îi spulberă definitiv șansele de a fi primit în Academia Franceză, renunță la candidatură începând cu 1898.

### Moartea

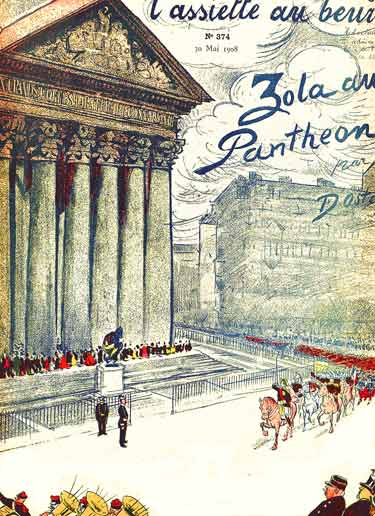
« Zola la Panthéon », desen pe prima pagină din ', 30 mai 1908.

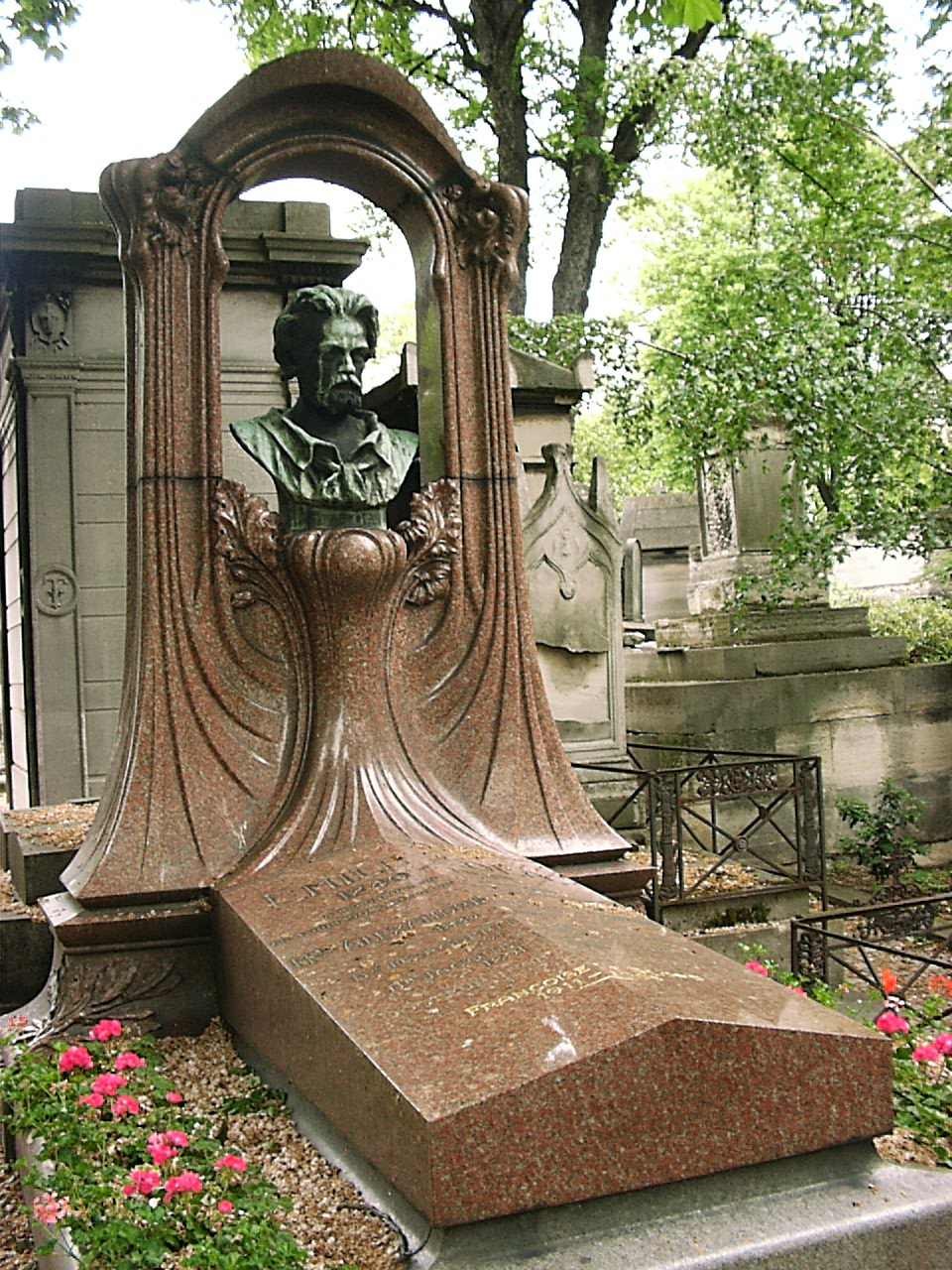
Mormântul lui Zola la cimitirul din Montmartre (cenotaf).

La 29 septembrie 1902, după ce se întoarce din Médan unde și-a petrecut vara, Émile Zola se asfixiază în timpul nopții împreună cu soția sa Alexandrine, din cauza combustiei lente a unui foc acoperit din șemineul camerei lor, în apartamentul de pe rue de Bruxelles⁠(d) (Paris, arondismentul al IX-lea). La sosirea medicilor nu mai rămâne nimic de făcut. Émile Zola decedează oficial la ora 10 dimineața, cauza fiind intoxicația cu monoxid de carbon. Cu toate acestea, soția lui supraviețuiește.
După moartea lui, poliția desfășoară o anchetă, dar nu se ajunge la nicio probă. Ținând cont de numărul inamicilor lui Zola (în special anti-dreyfusarzii), teza asasinatului sau a „festei răutăcioase care a scăpat de sub control” nu a fost niciodată abandonată.  Potrivit unui articol din 1953 din ziarul Libération un coșar ar fi recunoscut că a blocat intenționat coșul apartamentului lui Zola pentru a-l asfixia ("Hacquin, je vais vous dire comment Zola est mort. [...] Zola a été asphyxié volontairement. C'est nous qui avons bouché la cheminée de son appartement."). Numele coșarului, Henri Buronfosse, a fost dezvăluit ulterior, aceste evenimente fiind rezumate într-un articol în Le Temps din 2014.
Impactul morții lui Émile Zola este imens. Presa devine ecoul emoției care cuprinde o întreagă populație. Excepție face doar presa naționalistă și antisemită, care exultă - ziarul La Libre Parole⁠(d) (Cuvântul liber) titrează: Scenă naturalistă : Zola mort prin asfixiere. Emoția cuprinde și țări străine unde numeroase ceremonii au loc în memoria scriitorului francez, iar presa germană, britanică, americană reflectă fenomenul din plin. Omagiul este internațional. La ceremonia înmormântării, Anatole France, care a insistat să amintească toate aspectele legate de scriitor, inclusiv lupta sa pentru dreptate, declară A fost un moment al conștiinței umane. O delegație de mineri din Denain însoțește cortegiul scandând „Germinal, Germinal!”.
Cenușa lui Zola este transferată la Panteonul din Paris la data de 4 iunie 1908. La sfârșitul ceremoniei de la Panthéon, un jurnalist anti-dreyfusard, Louis Grégori⁠(d), trage un foc de revolver asupra lui Alfred Dreyfus, care nu este decât rănit ușor la braț.
Din 1985, casa lui Émile Zola din Médan devine muzeu. La începutul primei duminici din octombrie, în fiecare an, societatea literară a prietenilor lui Émile Zola organizează un pelerinaj.

## Opera literară

### De la realism la naturalism

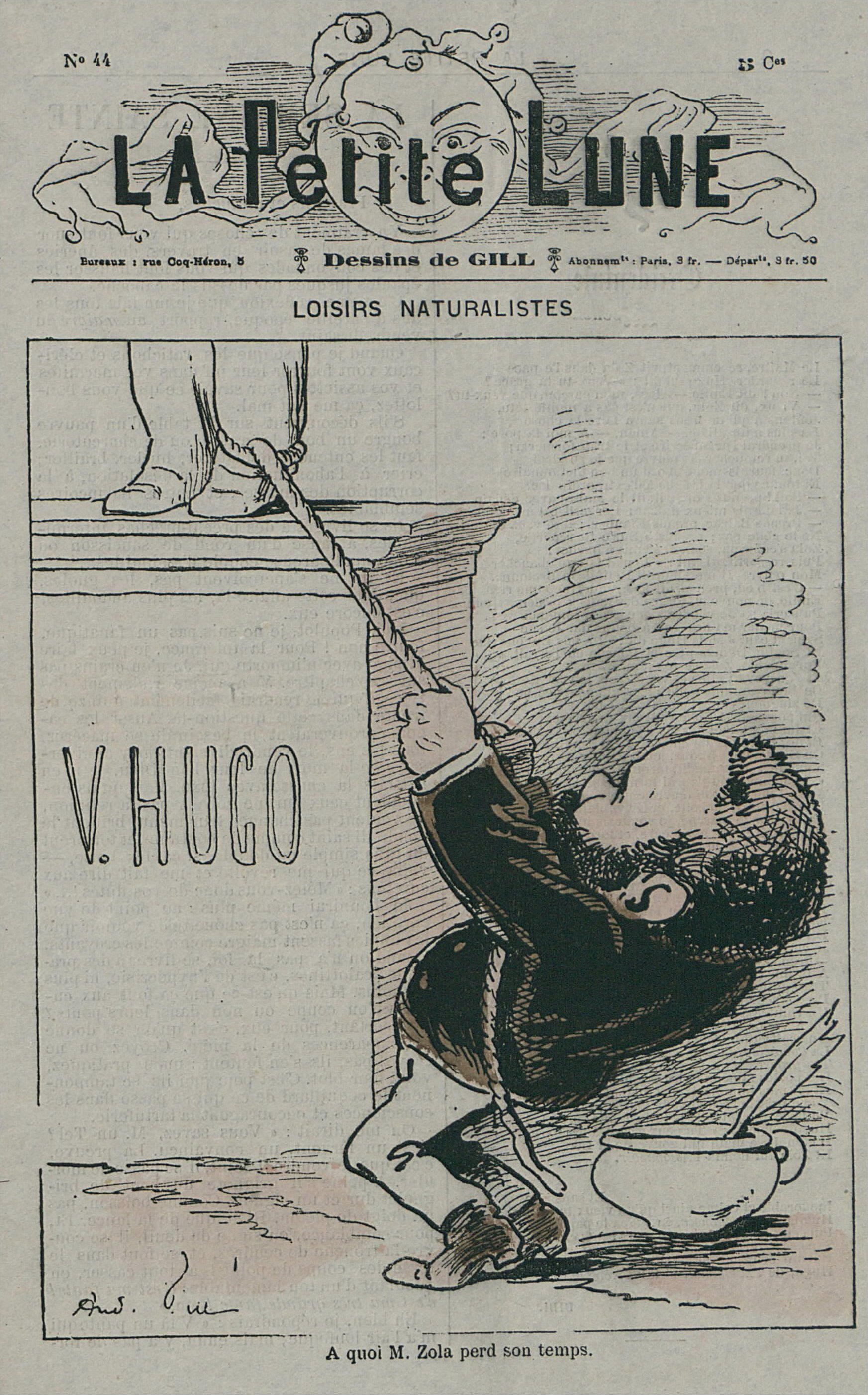
Ziarul Petite Lune din aprilie 1879. Criticarea romantismului de către Zola îi atrage pe caricaturiști. Aici Émile Zola pare să încerce să-l coboare pe Victor Hugo, un reprezentant de seamă al romantismului, de pe piedestalul său. Sub imagine stă scris « Cu ce își mai pierde Zola timpul »

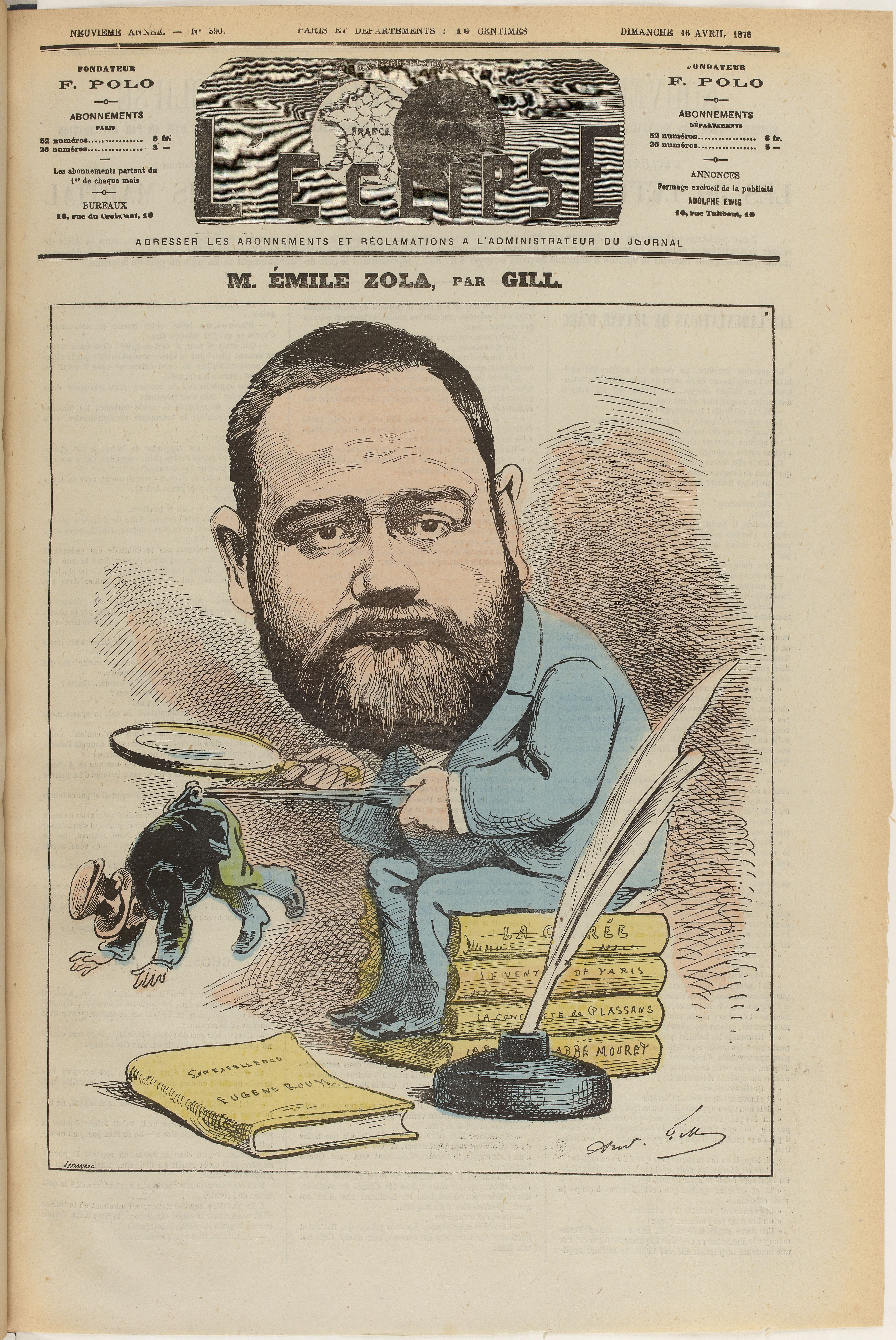
Caricatură de Gill în 1880 reprezentându-l pe Zola ca scriitor echipat cu lupă și pensetă.

« Eroul nostru, scrie Zola, nu mai este spiritul pur, omul abstract al secolului al XVIII-lea. El este subiectul psihologic al științei noastre actuale, o ființă compusă din organe și care se îmbibă într-un mediu ce îl pătrunde în fiecare clipă ».
Termenul de naturalism începe să fie folosit la începutul secolului al XVIII-lea, derivând din cuvântul « natural », pentru a face distincția între sistemul de interpretare simbolic și fenomenele naturale. Cuvântul este folosit mai târziu în cadrul teoriilor care exclud o cauză supranaturală. În secolul al XVIII-lea, se folosește de asemenea în vocabularul științific pentru a desemna caracterul natural al unui fenomen. Termenul va intra în desuetudine până în 1857 când la Revue Moderne publică o critică ce califică pictura lui Gustave Courbet ca naturalistă, cu sensul de « pictură de natură realistă ».
Henri Mitterand⁠(d) distinge două perioade ale naturalismului lui Zola pe care îl situează la confluența romantismului (Jules Michelet și Victor Hugo), de care s-a impregnat în timpul lecturilor tinereții și a pozitivismului pe care l-a practicat la librăria Hachette. Prima epocă se întinde între 1866 și 1878 având un punct de plecare stabilit de publicarea operei critice Mes haines. Zola se voia aici modernist, revoluționar. Respinge romantismul demodat « ca pe un jargon pe care nu-l mai înțelegem ».  La Congresul Științific al Franței din 1866, Zola adresează un memoriu ce compară romanul naturalist cu epopeea. Scriitorul afirmă că așa cum epopeea se identifică cu societatea și modul de gândire al Greciei Antice, tot așa trebuie să existe o legătură între o specie literară și un context istoric dat, conform teoriei determinismului literar postulată de Hippolyte Taine. Conform filozofului Taine, o literatură este determinată științific de naționalitate, mediu și timp. Zola se distinge de Taine prin afirmația că temperamentul este cel ce predomină. Aceasta este diferența principală dintre realismul lui Taine și naturalism. Astfel, pentru scriitor, «o operă de artă este un colț de natură văzut printr-un temperament ».
După 1878 și lectura lui Claude Bernard, Zola introduce noțiunea metodei experimentale în propria operă afirmând că literatura trebuie « să se supună evoluției generale a secolului ». Zola aplică această definiție la tehnica romanescă, transformată în « studiu al temperamentului și al modificărilor profunde ale organismului sub presiunea mediului și a circumstanțelor » . Nu trebuie să vedem însă în textele de critică literară ale lui Zola cheia exactă a temelor și a stilului scriitorului, chiar dacă există o relație evidentă între cele două zone ale operei, cea teoretică și cea beletristică.
Naturalismul constă în căutarea cauzelor viciului în ereditate. Prin urmare, romancierul naturalist este « observator și experimentator ». Observatorul acumulează informații despre societate și cercurile sale, despre condițiile de viață și mediul înconjurător. Trebuie să discearnă realitatea și să o transmită printr-un limbaj simplu și tranșant. Experimentatorul își joacă din acel moment rolul, prin construcția unui cadru care amalgamează faptele și le înlănțuiește prin respectarea principiilor deterministice ale mediului și eredității. Personajul naturalist este astfel un rezultat determinat de constante fizice, sociale și biologice. Romancierul naturalist are un scop moral. Zola scrie: « noi suntem judecătorii de instrucție ai oamenilor și ai pasiunilor lor, cu alte cuvinte, suntem moraliști experimentatori».
Literatura naturalistă este o sinteză între tipul balzacian și anti-eroul flaubertian și generează personaje arhetipale, golite de individualitate. Preeminența lui Zola în cadrul naturalismului este indiscutabilă, deoarece, în esență, curentul literar s-a catalizat în jurul acestui scriitor. Școala naturalistă este frecvent numită și Școala din Médan, după numele casei ce i-a aparținut lui Zola și unde scriitori adepți ai mișcării naturaliste ca Joris-Karl Huysmans și Guy de Maupassant obișnuiau să se reunească în timpul serii. Volumul colectiv al acestora din 1880, Les Soirées de Médan⁠(d), este și rezultatul dorinței lui Zola de a închega un grup care să împărtășească ideile curentului de gândire. Din păcate, în afară de opera zoliană, naturalismul a mai dat foarte puține creații majore. Stéphane Mallarmé declară: « Pentru a reveni la naturalism: am impresia că trebuie să îl înțelegem prin prisma literaturii lui Émile Zola și că acest cuvânt va muri, când Zola își va fi terminat opera .»

### Metoda de lucru și stilul

#### Meticulozitatea

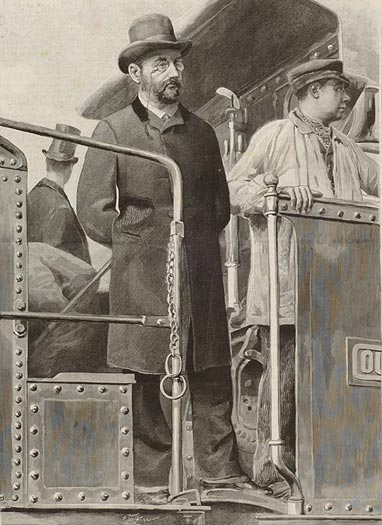
Émile Zola efectuează o călătorie în locomotivă la finalul documentării pentru '.

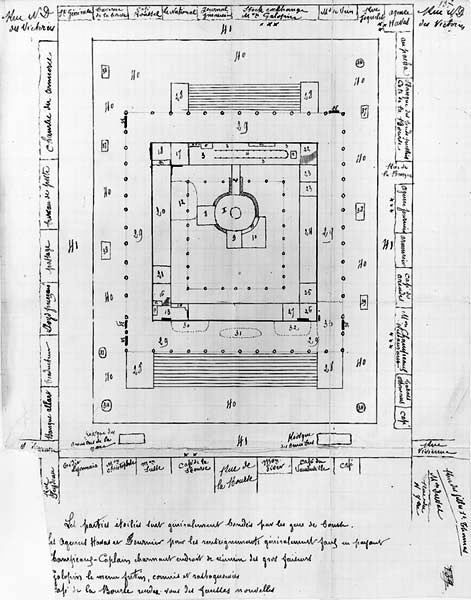
Planul Bursei din Paris făcut de Zola cu mâna sa pentru romanul ' din 1890.

Zola este un scriitor deopotrivă de minuțios și de metodic. Descrie astfel maniera sa de lucru : « Modul meu de operare este mereu acesta: la început îmi adun informațiile privind și auzind; apoi mă informez din documente scrise, cărți despre subiect, notițe primite de la amici; în sfârșit, imaginația, intuiția, mai ales, fac restul. Această parte a intuiției este la mine foarte dezvoltată, mai dezvoltată decât v-ați putea închipui. Cum zicea Flaubert, a lua notițe, înseamnă a fi pur și simplu onest; dar odată ce ai luat notițele, trebuie să știi să te lipsești de ele.»
Când scria, Zola insista mereu asupra demersului conștient și calm, fără febrilitate, care este specific zidarului care clădește o casă. Intenția sa era să imprime scrierilor sale această imagine a ordinii, a detașării și să inspire o liniște olimpiană. Proiectul lui este foarte ordonat prin construirea inițială a unui prim plan, apoi a unui plan de fundal, prin descrierea precisă a personajelor și stabilirea unei fișe specifice pentru fiecare din ele. Redactarea capitolului trebuie să se realizeze imediat în jurul acestor elemente. Cu toate acestea, putem vedea că demersul teoretic este oarecum încălcat, dacă analizăm dosarele pregătitoare ale series Les Rougon-Macquart. În cazul documentării, în loc să facă toată cercetarea într-o primă etapă și apoi să realizeze romanul în întregime într-o etapă ulterioară, constatăm că Zola se documenta mereu pe măsură ce scria.
Munca lui Zola începe prin constituirea unui dosar pregătitor Arhivat în 14 octombrie 2013, la Wayback Machine.. Dimensiunea acestuia depinde de roman și de subiect, dar va crește mai ales pentru cărțile scrise mai târziu. De la aproape cincizeci de foi pentru Averea familiei Rougon (Fortune des Rougon), la 450 pentru Pot-Bouille, între 900 sau o mie pentru Germinal, Banii (L'Argent) sau Pământul, și în fine, culminând cu 1250 de foi pentru Prăpădul (La Débâcle). Dosarele pregătitoare îi sunt cu atât mai utile romancierului când trebuie să se apere de atacurile numeroase care îi pun la îndoială seriozitatea documentării. Adversarii săi l-au acuzat că vizează superficialul și senzaționalul. Zola nu ezită să convoace jurnaliștii pentru a le dovedi seriozitatea cercetărilor sale prin prezentarea dosarelor pregătitoare. Scriitorul se sprijină așadar pe o solidă cercetare și realizează chiar anchete pentru care trebuie să călătorească în regiunile pe care vrea să le descrie. Deplasarea romancierului într-un loc pentru documentare a provocat frecvent glume și ironii în rândul detractorilor.
Critica a văzut în aceste « mișcări puerile », o lipsă a imaginației scriitorului. Era, într-adevăr, în a doua jumătate a secolului al XIX-lea al, o idee foarte inedită aceea de a încerca să fii atât de indisolubil legat de realitatea expusă în roman. Romancierul dorește însă neapărat să se impregneze de ambianța unui loc pentru a-i capta detaliile veridice. Din acest motiv, vizitează regiunea Valenciennes din nordul Franței pentru aproape zece zile, pentru romanul Germinal sau produce trei sute de pagini de observații despre Les Halles pentru Le Ventre de Paris. Schițează scene trăite, dar tot timpul le modifică sub lupa romanului la care lucrează. Își selecționează observațiile și le utilizează, așa cum un pictor s-ar folosi de propriile schițe.
Dosarele pregătitoare ale lui Zola sunt de asemenea mărturii ale reflexiilor teoretice ale autorului asupra romanului în curs de scriere, un fel de dialogare cu sine a creatorului.
Scriitorul are de fiecare dată grijă să definească schema narativă, poziția personajelor în fiecare scenă, nivelul dramatizării, veridicitatea situației. Are o atenție deosebită pentru ritmul narațiunii și echilibrul fiecărui capitol.

#### Ciornele
Zola pregătea ciorne înainte să scrie pagini definitive. Niciuna din aceste ciorne nu a supraviețuit și, cum el lucra mereu singur, nu există dovezi concrete ale existenței lor. Câteva bucăți de eseu, cuprinzând un paragraf sau o frază, au fost găsite, dar nimic sistematic. Este aproape sigur că această etapă intermediară a creației a fost distrusă intenționat, la fel ca în cazul lui Hugo. Istoricii literaturii sunt încă nedumeriți de această absență și presupun că, Zola a încercat poate să ascundă acest aspect care ar fi putut să-i discrediteze imaginea de «autor omniscient ».
Cu toate acestea, Zola a făcut numeroase modificări după prima publicare. El deține o metodă originală: cum practic toate romanele sale apar la început în presă, sub formă de foileton, decupează de fiecare dată pagina și face corecturile direct pe ea pentru ediția finală a volumului. În romanul Nana, de exemplu, reformulează complet unele fraze și chiar adaugă episoade inedite. Când îi vine ideea de a adăuga personaje noi în ciclul Les Rougon-Macquart, poate lua un volum deja apărut și îl poate modifica pentru o viitoare reeditare .

#### Stilul
Din 1864, Zola elaborează prima sa teorie despre stil, pe care o expune cu ajutorul metaforei ecranelor: opera literară este un ecran situat între ochi și lume, iar acest ecran poate fi de trei tipuri, în funcție de estetica căreia i se supune. Dintre aceste trei ecrane (cel clasic, cel romantic și cel realist) el îl alege pe ultimul, pentru că i se pare că deformează cel mai puțin realitatea: « un simplu paravan de sticlă, foarte subțire, foarte limpede și care se revendică a fi atât de transparent, încât imaginile îl străpung și se reproduc apoi în întreaga lor realitate. ». Această nevoie de transparență și claritate stilistică l-a determinat să respingă « scriitura artistă », aceea a simboliștilor mai ales, pe care îi atacă în 1896 în Le Figaro, exprimând dezideratul unei literaturi de unde « ideea » însăși poate să se întrezărească cu o « soliditate de diamant în cristalul frazei.»
Principiul suprem este, așadar, « simplitatea limbii» care trebuie să înlocuiască excesul de retorică. I se adaugă « potopul de locuri comune, de imagini cunoscute, care fac publicul să remarce: „E bine scris” ». Pentru a « căpăta un stil simplu, clar și puternic », Zola îi sfătuiește pe tinerii scriitori, într-o prefață din 1889, să se călească în lumea jurnalistică: urgența evenimentelor, necesitatea conciziei îi vor ajuta să se debaraseze de adjectivele superflue, să păstreze  « doar verbul  ».
Cu toate acestea, limbajul pe care Zola îl dorește nu este unul neutru, echivalent al obiectivității fotografice în domeniul literaturii . În mod paradoxal, în timp ce încurajează metoda științifică, în care subiectivitatea observatorului este eliminată, ca model pentru creația romanescă, Zola amintește mereu importanța personalității, a temperamentului creatorului. « Stilul măreț  » este cel prin care se exprimă « expresia personală » a artistului.  Din acest motiv, explică Zola,  Balzac are « propriul stil tot timpul cu el » și asta îl face, în ciuda « frazelor agasante », un mare scriitor. Stilul personal, manifestat prin temperament, nu se poate, conform lui, nici obține, când nu ne este specific, nici schimba, când îl posedăm: cu el « ne naștem, cum ne naștem cu părul blond sau castaniu. » Zola pare să își trădeze principiile legate de « transparența » și obiectivitatea limbii și prin modul cum propune redactarea frazelor: construirea lor, explică el, respectă în primul rând legile « eufoniei  » - « Ascult ritmul frazei [...] nu o pregătesc pe toată deodată; mă arunc în ea ca în apă, nu mă tem de frază; în fața ei sunt curajos, mă avânt spre ea, o atac, lăsând eufoniei sarcina de a o termina.»
Aceste paradoxuri din opera lui Zola, aceste decalaje evidente între teorie și practică, trecerea sub tăcere a unor caracteristici importante ale artei romanești (de exemplu, absența unor opinii despre transfigurarea realului prin implicarea elementelor fantastice și mitice) au fost de natură să-i facă scriitorului un portret trunchiat și prea simplificat, de care au profitat din plin adversarii naturalismului. Henri Mitterand⁠(d) a scris așadar că « trebuie să-l apărăm pe Émile Zola de el însuși, la fel de bine cum îl apărăm de critici. De el însuși, pentru că a dat metodelor sale de lucru o descriere prea inexactă, folosindu-se prea mult de o logică rigidă... »

### Opere din tinerețe și primele publicații

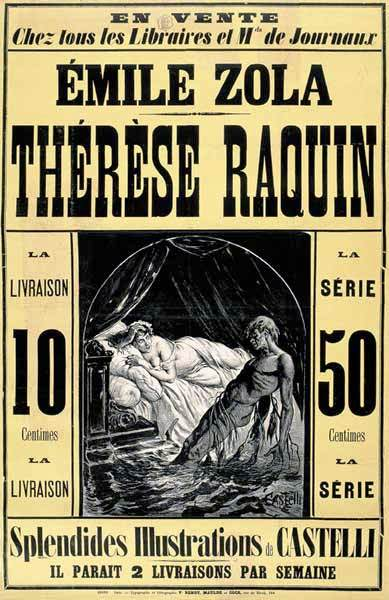
Afiș pentru lansarea romanului Thérèse Raquin în broșuri săptămânale, 1877

Itinerariul literar al lui Émile Zola este inițial marcat de o ezitare. Scriitorul nu știe dacă să se îndrepte spre poezie, teatru, roman sau eseu și își tergiversează debutul. Poezia îl atrage, chiar scrie multe poeme, unul din ele este trimis la Hachette unde se face remarcat. Totuși poezia pare să nu aducă niciun beneficiu pe termen scurt. Teatrul în schimb permite ascensiunea rapidă în notorietate, precum și bunăstarea materială. Tânărul încearcă fără succes să se facă cunoscut aici, ajutat fiind de cunoștințe din lumea mică a autorilor dramatici. La Laide, poveste morală inspirată din John Milton și Madeleine sunt refuzate. Misterele din Marseilles (Les Mystères de Marseille), un roman-foileton care apăruse cu puțin timp în urmă, este adaptat pentru teatru împreună cu Marius Roux, dar piesa nu supraviețuiește decât pentru câteva reprezentații.
Prima lucrare publicată de Zola este colecția de povestiri, Povestiri pentru Ninon, care are ca origine texte scrise încă din 1859. Încă de la douăzeci de ani, scriitorul se poate exprima cu talent și lejeritate, într-o formă ușor de publicat în presă. Povestirile apar prima oară în La Revue du Mois, revista literară și artistică a lui Géry Legrand⁠(d), cu care Zola a fost colaborator la presa din Lille. Volumul, tipărit de editorul Pierre-Jules Hetzel, a apărut în o mie cinci sute de exemplare în noiembrie 1864. Câștigând mai degrabă respect de sine decât avantaje materiale, Zola reușește totuși să își joace bine cartea relațiilor și obține mai mult de o sută de articole de presă în trei luni.
La data de 31 ianuarie 1866, Émile Zola decide să demisioneze de la Librăria Hachette și să trăiască doar din scris. Publicarea Povestiri pentru Ninon, dar mai ales a romanului său preponderent autobiografic, Confesiunea lui Claude, par să fi jucat un rol decisiv în ceea ce lui îi plăcea să numească o despărțire amiabilă de cariera de funcționar la editură. Confesiunea lui Claude este terminată la sfârșitul verii anului 1865 și publicată în o mie cinci sute de exemplaires în noiembrie. Sunt prezente deja câteva din temele recurente ale lui Zola, ca teama degradării și a decăderii, precum și atracția malefică a femeii. Cartea vine ca o replică contra modului de abordare din epocă a temei « femeii pierdute », de exemplu în Dama cu camelii de Alexandre Dumas fiul  sau Marion Delorme de Eugène de Mirecourt⁠(d). Cenzura, foarte activă în timpul celui de-al Doilea Imperiu se interesează imediat de acest prim roman, fără să găsească însă suficiente motive pentru a iniția o urmărire împotriva scriitorului. I se reproșează însă deja « cruzimea observațiilor », « cinismul detaliului » și apartenența la o « școală realistă » cu înclinații spre analiza « pasiunilor rușinoase ».
În cursul anului 1866, Zola contribuie regulat la L'Événement. Aici își propune cel de-al doilea roman, Dorința unei moarte (Le Vœu d'une morte), care apare în foileton de la 11 la 26 septembrie. Din cauza comercializării slabe, Hippolyte de Villemessant⁠(d), directorul gazetei, întrerupe publicarea la sfârșitul primei părți a romanului. Cea de-a doua parte, deși a fost pregătită, nu a fost scrisă niciodată. « Ni s-a părut foarte tern, bine scris, într-adevăr, cu bune intenții, dar enervant. Grăbește-te să-l termini!  » îi scrie el lui Zola la sfârșitul lui septembrie 1866. Romanul, completat de Schițe pariziene (Esquisses parisiennes) este publicat în noiembrie 1866. Cu ocazia reeditării, la editura Charpentier în 1889, romanul este complet revizuit de autor. Eșecul cărții este evitat prin adăugarea unor pagini descriptive interesante despre Paris, a unor amintiri bine asumate și prin accentuarea unei teme majore la Zola: pervertirea cauzată de bani.   
Aceste două romane nu îi aduc scriitorului decât încredere și experiență, situația materială a lui Zola rămânând într-un punct mort. Ca jurnalist abia reușește să se întrețină în timpul acestor ani arizi. Cu toate acestea, succesul literar se apropie.
Cu Thérèse Raquin Zola reușește să se impună pentru prima oară. Romanul de succes din 1867 ilustrează teoria temperamentelor, dezechilibrul între « sânge » și personalitate. « În Thérèse Raquin, am vrut să studiez temperamentele și nu caracterele [...] Am ales personaje dominate în cea mai mare măsură de nervi și de sânge, deposedate de liberul arbitru, antrenate în fiecare act al vieții lor de fatalitatea cărnii. Thérèse și Laurent sunt brute umane, nimic mai mult». Romancierul a publicat prima oară nuvela intitulată În Paris. O căsătorie din dragoste (Dans Paris. Un mariage d'amour) în Le Figaro din 24 decembrie 1866. Aceasta va reprezenta cadrul în care elementele principale, deocamdată absente, ale viitorului roman se vor înfiripa. Apoi îi propune directorului revistei Revue du Revue du XIXeme siècle, Arsène Houssaye⁠(d), să dezvolte nuvela într-un roman de șase capitole. Trei părți ale romanului sunt publicate în august, septembrie și, respectiv, octombrie 1867 în L'Artiste sub titlul O căsătorie din dragoste. La publicarea în volum, Zola decide să schimbe titlul în Thérèse Raquin, numele eroinei romanului, inspirându-se după modelul oferit de Doamna Bovary de Flaubert și Germinie Lacerteux⁠(d) de Goncourt. Volumul este editat de Lacroix, pus în vânzare în noiembrie 1867, multiplicat în o mie cinci sute de exemplare și retipărit în aprilie 1868. Receptarea romanului este variată. Louis Ulbach⁠(d) publică în Le Figaro un violent articol intitulat  Literatura putredă (La Littérature putride), în care înfierează stilul lui Zola: « literatură putredă [...] ca o băltă de noroi și sânge [...] care face să țâșnească puroiul conștiinței  ». Alte critici îl acuză pe scriitor de pornografie, Zola fiind nevoit să se justifice în prefața celei de-a doua ediții a cărții, prefață unde își și devoalează ideile despre arta romanescă și folosește pentru prima oară conceptul de «roman naturalist». Thérèse Raquin s-a bucurat însă de un imens succes și marchează începutul unei cariere strălucite a lui Zola. Hyppolite Taine, al cărui discipol se revendică Zola, salută binevoitor apariția romanului Thérèse Raquin și îi scrie autorului acestuia: « Ați făcut o operă puternică, plină de energie, de logică, foarte morală; vă mai rămâne să faceți o alta care îmbrățișează mai multe subiecte și deschide mai multe orizonturi . » Zola va începe în scurt timp să construiască ceea ce va reprezenta un adevărat monument literar:  seria Les Rougon-Macquart.

### Les Rougon-Macquart

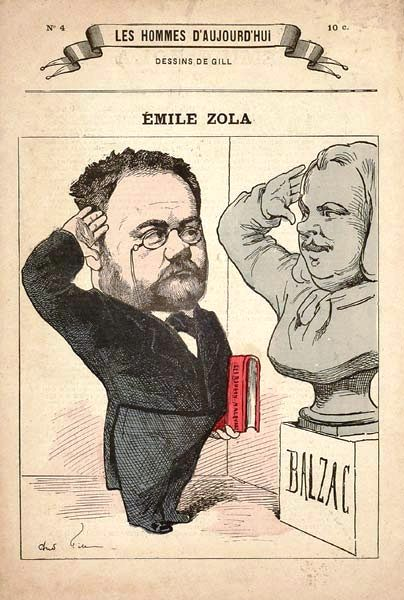
Caricatură de Gill pentru omagiul lui Zola adus lui Balzac, 1880.

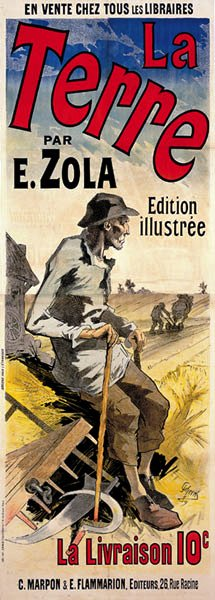
Afiș publicitar anunțând apariția romanului ' în 1887

« Vreau să explic cum o familie, un grup restrâns de ființe, se comportă în societate, în timp ce se dezvoltă pentru a aduce pe lume zece - douăzeci de indivizi care par, la prima vedere, profund diferiți, dar care, supuși analizei, se dovedesc lăuntric legați  unul de celălalt. Ereditatea are legile ei, la fel ca gravitația. »

#### NouaComedie umană
Începând cu 1868, Émile Zola lansează un proiect care se afla deja în stare de gestație de ceva timp: L'Histoire naturelle et sociale d'une famille sous le Second Empire (Istoria naturală și socială a unei familii în timpul celui de-al Doilea Imperiu). Imaginează o frescă romanescă ce traversează întreaga perioadă cuprinsă între lovitura de stat din 2 decembrie 1851 și înfrângerea de la Sedan din 1870. Ideea îi este insuflată de pasiunea pentru Honoré de Balzac și imensa sa operă, extrem de variată, căreia Taine i-a consacrat un articol remarcabil. Acest articol va influența opera lui Zola într-un mod decisiv. Biblioteca Națională a Franței păstrează încă un text zolian intitulat «Diferențe între Balzac și mine », din perioada de început a seriei Rougon-Macquart, în care tânărul scriitor își exprimă dorința de a se deosebi net de predecesorul său: « Balzac zice că ideea pentru Comedie i-a venit în urma unei comparații între umanitate și animalitate [...] așa cum există lei, câini, lupi, tot așa există artiști, administratori, avocați etc. [...] Opera mea va fi mai mult științifică decât socială [...] Cadrul va fi mai restrâns. Nu vreau să pictez societatea contemporană, ci o singură familie, arătând cum o stirpe este modelată de mediu .»
Spre deosebire de Comedia umană, asamblată într-o operă compactă târziu, abia după ce o parte din romane au fost scrise, Rougon-Macquart este, încă de la început, un proiect conștient, determinat, gândit. În afară de Balzac, lucrările doctorului Lucas⁠(d) sunt o altă sursă de inspirație a seriei lui Zola. Les Rougon-Macquart reprezintă astfel un punct de întâlnire al balzacianismului cu știința de la mijlocul secolului al XIX-lea, în special cu fiziologia.
Programat inițial în zece volume, ciclul va evolua de așa manieră încât se va ajunge la douăzeci de cărți. Les Rougon-Macquart  este gândit în detaliu, are o osatură precisă încă de la origini, autorul fiind înzestrat cu o viziune de ansamblu și cu putere de sinteză . Personajele sunt plănuite din timp, la fel și marile teme abordate (averea, clasa muncitoare, armata) sau locul acțiunii (Provence sau Paris). Zola nu ascunde nici interesul material al operațiunii. Asigurarea stabilității financiare este una din obsesiile sale, după ani grei de sărăcie.

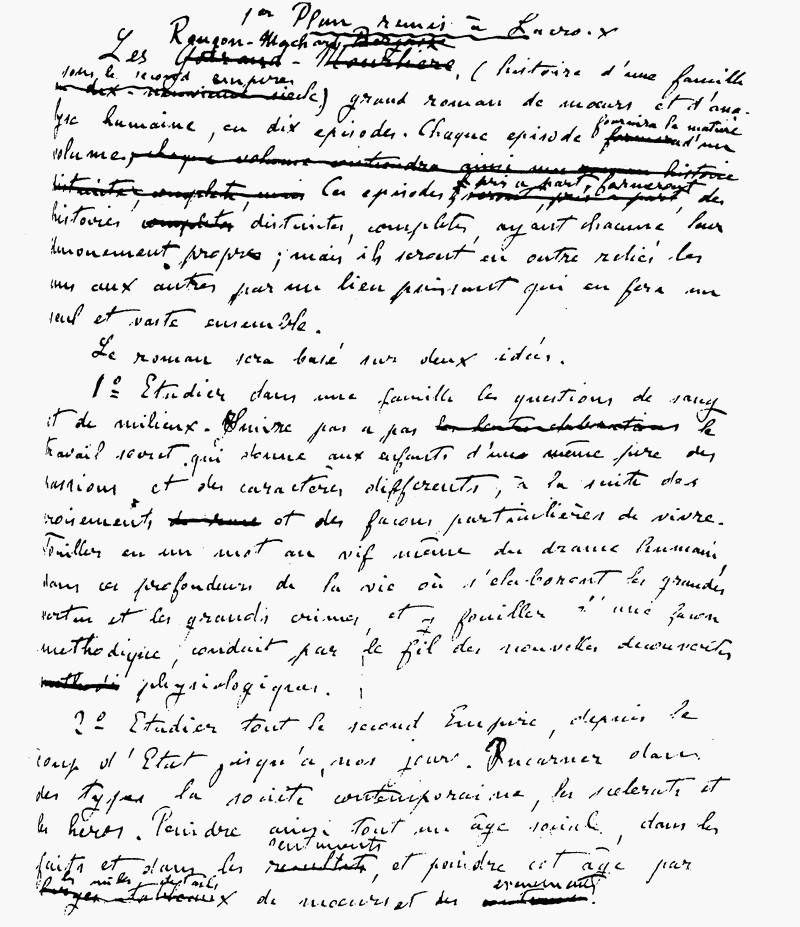
Pagină manuscris a lui Zola care descrie planul ciclului său Les Rougon-Macquart, adresat editorului său, Lacroix.

Începerea seriei Les Rougon-Macquart marchează o schimbare completă a strategiei romancierului, față de cele patru romane cu care a debutat. Zola a simțit, după apariția lui Thérèse Raquin că a epuizat un model și că, pentru a asigura continuarea naturalismului, nu trebuie să se lase ferecat de orizonturile înguste impuse de primele sale încercări literare.

#### Ciclul construit pe tema eredității
Ciclul se bazează pe povestea unei familii ce a rezultat prin îmbinarea a două ramuri: Rougon, ramura legitimă, mici negustori și mici burghezi de provincie și Macquart, ramura bastardă, țărani, braconieri sau contrabandiști, care trebuie să se confrunte cu problema constantă a alcoolismului. Această familie este originară din Aix-en-Provence -- care devine Plassans în seria romanelor. Les Rougon-Macquart pune în scenă istoria familiei de-a lungul a cinci generații. Unii membri ai acestei familii vor atinge vârfuri ale societății Imperiului, în timp ce alții se vor scufunda, victime ale eșecurilor sociale și ale eredității. Este un demers de a examina societatea, dar și omul, în unghiurile cele mai întunecoase. Zola a vrut să arate cum se transmite și se transformă în cadrul unei familii o tară genetică. Această întreprindere a implicat și elaborarea unei genealogii pe care autorul nu a încetat să o perfecționeze de-a lungul publicării operei sale.
Prin intermediul lui Émile Deschanel⁠(d), Zola face cunoștință cu operele medicilor alieniști Bénédict Augustin Morel⁠(d) și Joseph Moreau legate de ereditate, văzută din perspectiva patologicului. Scriitorul și-a completat cunoștințele despre acest subiect în mod continuu. Spre deosebire de Balzac, el se folosește de tema eredității ca de un instrument, ca de un fir de legătură al ciclului său.

#### Creația consecventă și metodică

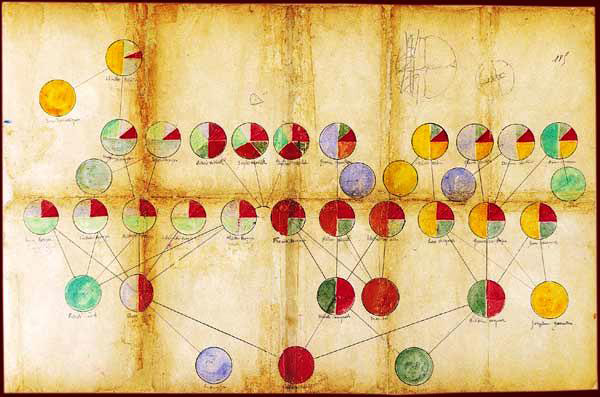
Schemă a eredității în familia Rougon-Macquart, desenată de Zola în 1870

Scrierea acestei serii contituie principala ocupație a scriitorului în următorii douăzeci și cinci de ani. Cu o regularitate nezdruncinată, Zola scrie de la trei la cinci pagini pe zi, ceea ce reprezintă un roman cu două volume pe an. Șase romane apar între 1871 și 1876: Averea familiei Rougon, Haita, Pântecele Parisului, Cucerirea orașului Plassans, Greșeala abatelui Mouret și Excelența sa Eugène Rougon. Dar acestea nu aduc încă succesul scontat. Zola este în mod evident un scriitor cunoscut, dar nu la nivelul pe care și-l dorește.

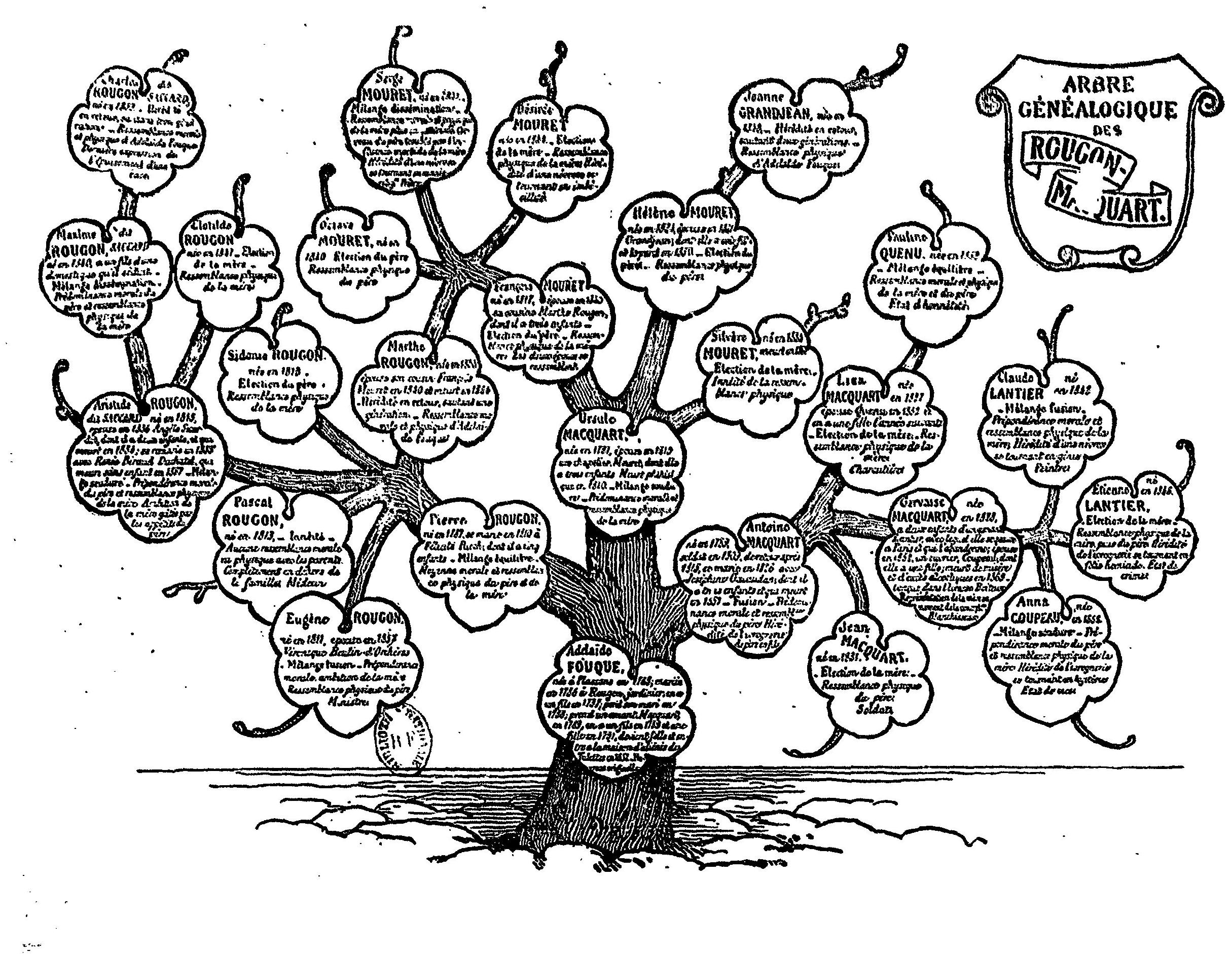
Arbore genealogic al familiei Rougon-Macquart

Perseverența îi aduce o nouă izbândă prin L'Assommoir, un roman «despre oameni, având mirosul oamenilor», publicat în 1877 la editura lui Georges Charpentier⁠(d). Sunt descrise aici, ca într-un reportaj, dramele clasei muncitoare, dominate de sărăcie și ravagiile alcoolului. Este un text în care se folosește mult de propriile trăiri, de amintirile vieții de odinioară și experiența locuirii în cartierele sărăcăcioase. Romanul are un impact considerabil care îi aduce lui Zola gloria dorită, dar și pacostea scandalelor. Descrierea în tușe reci a alcoolismului, « monstruos detaliată »  de un autor instruit de o documentație precisă, incită și indignează o mare parte a presei critice. Pe de-o parte, lui Zola i se impută, ca de obicei, trivialitatea și pornografia, pe de altă parte, i se reproșează că îi « murdărește pe oameni ». Atacurile contra lui Émile Zola sunt într-atât de numeroase și violente încât apariția romanului în Le Bien Public, ziar republican, este întreruptă la capitolul al VI-lea .  Cu toate acestea, romanul are un succes imens care îi aduce în sfârșit autorului bunăstarea materială către care aspira. Câțiva din prietenii lui se îndepărtează de el în această perioadă, de teama scandalului, dar și, în unele cazuri, din invidie.
Zola își continuă netulburat ciclul, prin publicarea lui O pagină de dragoste (Une Page d'amour) în 1878 și apoi a romanului Nana⁠(d) în 1879. Ultimul este sursa unui nou scandal pentru că investighează lumea hedonistă a demimondenelor și escapadele acestora. Gustave Flaubert admiră multiplele fațete ale talentului lui Zola și îl felicită din nou. Adversarii îl acuză că este un scriitor « pornografic », compromis de « gustul sordidului și al detaliului grosolan ». Publicul însă se luptă pentru exemplarele din Nana, care devine un imens succes în librăriile din Franța și din străinătate. Tot timpul consecvent în eforturile sale, Émile Zola publică din 1882 până în 1884 cinci noi romane: Pot-Bouille⁠(d), La paradisul femeilor, Bucuria de a trăi, Germinal și în afara ciclului Les Rougon-Macquart, Naïs Micoulin.
Germinal, romanul despre mineri și greva acestora, apare în 1885. Este fără îndoială romanul cel mai muncit, cel mai documentat al lui Zola. Romancierul s-a deplasat către bazinul carbonifer din regiunea Valenciennes, nordul Franței, la Anzin. Zola alege nordul, în loc de zona Saint-Étienne, la sfaturile deputatului Alfred Giard⁠(d) care îl și va conduce la destinație. Vizita sa de opt zile, în plină grevă a celor douăsprezece mii de mineri de la carierele din Anzin, a transformat total viziunea sa despre lumea « muncitorilor industriei ». Nu a ezitat să coboare la fundul minei în februarie 1884, unde discută cu minerii, cadrele și inginerii. Asistă la reuniuni sindicale, intră în locuințele oamenilor, în cafenele, observă determinarea, calmul și disciplina greviștilor. Este de asemenea martorul dramei sociale, remarcă « desfrâul fetelor care nu se mărită decât la al doilea sau al treilea copil » și dominația unor vicii ca prostituția, jocurile de noroc, alcoolul. Cartea este de un succes atât de răsunător încât chiar și inamicii scriitorului, din ce în ce mai puțin numeroși, sunt forțați să recunoască imensul lui talentul.
Publică în 1890 ultima sa capodoperă, Bestia umană (''La Bête Humaine), și termină ciclul Les Rougon-Macquart într-o notă optimistă, prin Doctorul Pascal în 1893.

### DupăLes Rougon-Macquart
Spre finalul seriei Les Rougon-Macquart, Émile Zola se află într-o situație paradoxală, între recunoașterea internațională inegalabilă și ostilitatea generală din Franța, exprimată prin atacuri continue și refuzul obstinat de a-l admite în Academia Franceză. Începe să filozofeze asupra activității sale literare: « Viitorul aparține celui sau celor care vor reuși să capteze sufletul societății moderne, care, eliberându-se de teoriile foarte riguroase, vor accepta o interpretare mai logică , mai sensibilă a vieții. Cred într-un tablou al adevărului mai larg, mai complex, într-o deschidere mai mare a umanității, într-un soi de clasicism al naturalismului .» Acest comentariu vine în contextul apariției « neonaturalismului », ilustrat de autori ca Anatole France și Maurice Barrès, ale căror producții evoluează către specia romanului-teză (roman à thèse).

#### Cele trei orașe

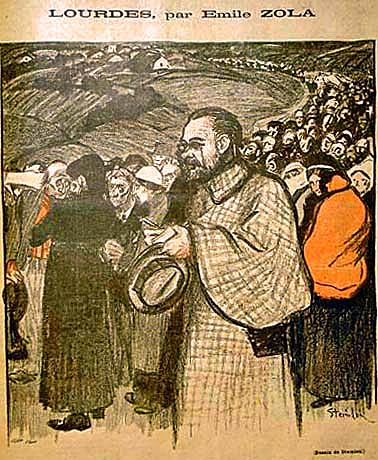
Théophile Alexandre Steinlen, Émile Zola în pelerinaj la Lourdes, apărut în Gil Blas illustré din 22 aprilie 1894

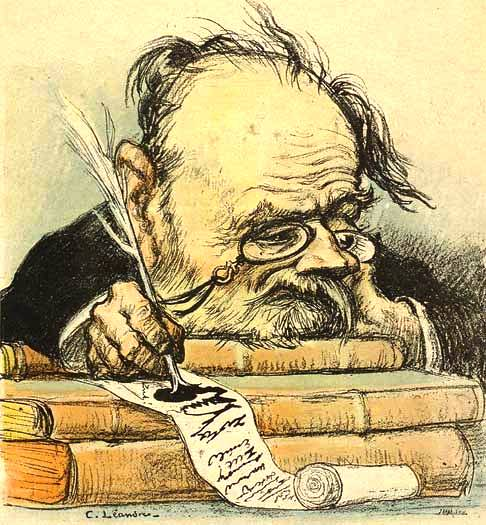
„În sfârșit ! Dl. Zola a ajuns la capătul puterilor dând naștere cărții Paris. Tatăl și copilul sunt bine, oricum”. Caricatură de C. Léandre, 1898.

După Les Rougon-Macquart, Émile Zola decide să se aventureze în redactarea unui roman ce are ca obiect religia la finele secolului al XIX-lea. Are această revelație cu ocazia unei călătorii în sud-vestul Franței în septembrie 1891, unde romancierul asistă stupefiat la marele pelerinaj din Lourdes și la tot spectacolul aferent, cu « lumea aceea halucinantă de credincioși ». Scopul romancierului este de a alcătui « un bilanț religios, filozofic și social al secolului », prin intermediul unui roman, apoi a două, apoi, într-un final, a trei romane, intitulate fiecare cu numele unui oraș: Lourdes, Roma și Paris. Eroul cărților, abatele Pierre Froment, personaj sceptic și cinic, traversând o criză religioasă, servește drept fir de legătură între cele trei părți ale ciclului precum și drept purtător de cuvânt al autorului. Acesta este noul suflu pe care îl caută Zola, pentru a se relansa după enorma muncă depusă asupra celor douăzeci de volume din Les Rougon-Macquart.
Ultimul trimestru al anului 1893 și prima jumătate a lui 1894 sunt consacrate scrierii romanului Lourdes, care se bazează mult pe  Călătoria mea la Lourdes (Mon voyage à Lourdes, care nu a fost editat decât în 1958 la Fasquelle), un jurnal ce reunește observații și mărturii culese de Zola în timpul celei de-a doua călătorii a sale la Lourdes, în septembrie 1892. Romanul apare la 25 iulie 1894. Tipărit în 88000 de exemplare, este prezentat în avanpremieră în Le Figaro. Critica literară recepționează corect lucrarea, regretând uneori relativa lipsă a inovației față de ciclul precedent. Presa conservatoare și religioasă înfierează romanul și chiar oferă replici împotriva acestuia sub formă de roman sau studiu. Cartea este pusă la index la 21 septembrie, dar este, în schimb, un succes imens în librării.
Roma și Paris urmează după o scurtă perioadă de timp, fiind scrise rapid în cursul apariției lui Lourdes. Rome are ca obiect descrierea înaltului cler modern, cu Papa în frunte, și poziționarea religiei în societatea modernă de la sfârșitul secolului. Scrierea romanului se întinde între 1895 și 1896, iar publicarea are loc la 8 mai 1896, declanșând aceeași furie ca Lourdes. În fine, Paris este romanul capitalei contemporane, a contrastului între bogăție și sărăcie, burghezie și clasa muncitoare, ordine și anarhie. Volumul vede lumina tiparului chiar în timpul scandalului Dreyfus, după publicarea articolului J'accuse și intentarea procesului contra lui Émile Zola.

#### Cele patru Evanghelii

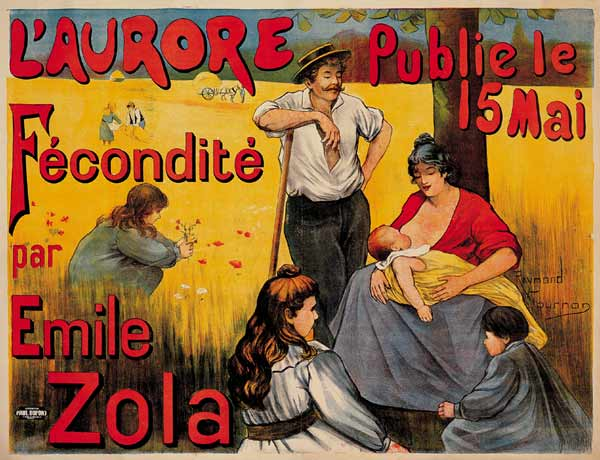
Afiș creat de la apariția romanului Fécondité în foileton în ziarul ', în 1899

Cele patru romane din acest nou ciclu (Fecunditate, Muncă, Adevăr și Dreptate) decurg direct din seria precedentă, fiind construite în jurul fiilor lui Pierre și Marie Froment. Moartea prematură a scriitorului îl împiedică să lucreze la ultimul său roman, Justice, care va rămâne în stadiu de proiect. Zola și-a dorit ca acest ciclu să aibă un caracter vădit utopic. În consecință, seria reprezintă un mediu în care Zola dă frâu liber viselor sale despre umanitate.
În Fecunditate, Zola își expune tezele legate de natalitate. Romanul se bazează pe opoziția strictă și riguroasă, aproape maniheană, între cuplul Froment împreună cu cei douăsprezece copii ai lor, care întruchipează fericirea, și alte personaje care se limitează în mod voit la un număr redus de progenituri. Cei din urmă cad pradă declinului social și nenorocirilor vieții. Romanul este publicat în foileton în L'Aurore, din mai până în octombrie 1899, apoi în volum la 12 octombrie la editura Fasquelle. De această dată, încărcătura morală a operei este mai apreciată la valoarea ei literară, în ciuda criticilor viguroase ale dreptei naționaliste.
Muncă este evanghelia socialistă, o lucrare cu caracter anticipator, bazată pe voința generală a progresului social și evoluțiile industriale de la sfârșitul secolului al XIX-lea. În timp ce ideile socialiste fac apel la o luptă sângeroasă de clasă, Zola aspiră la consens și întrajutorare. Redactarea romanului începe în martie 1900 și se termină în februarie 1901; volumul apare la Fasquelle în mai 1901. Opera este primită cu bunăvoință de stânga politică, iar Jean Jaurès comentează romanul cu mult entuziasm. Asociațiile cooperative, discipole ale lui Charles Fourier, văd în Zola un aliat de valoare și îi organizează un banchet la 9 iunie 1901.
Adevăr, al treilea roman al ciclului se folosește de pilda Afacerii Dreyfus pentru a aborda tema învățământului public, marcat de lupta dintre laici și catolici. În acest roman, profesorul Marc Froment își apără colegul evreu, Simon, acuzat pe nedrept de omor în locul unui făptaș de la o școală creștină, în timp ce clerul este forța motrice a acuzării, falsifică dovezile și influențează justiția. Cartea este concepută în contextul punerii în discuție a legii separării Bisericii de Stat. Este descrierea unui clericalism care, împotriva a tot și a toate, încearcă să își conserve cu orice preț controlul asupra societății civile. Volumul, apărut în martie 1903, după moartea autorului, la editura lui Georges Charpentier⁠(d), poartă o panglică neagră ca semn de doliu. Critica salută abordarea temei educației laice, dar consideră că folosirea pompoasă a schemei Afacerii Dreyfus diminuează din calitatea romanului.
Dreptate, ultimul roman al seriei celor patru Evanghelii nu a fost niciodată început. Știm că eroul cărții ar fi fost Jean Froment, militar antimilitarist, conștient de necesitatea dezarmării mondiale pentru asigurarea păcii și bunăstării oamenilor. Idealul lui este crearea unei republici universale prin victoria contra naționalismului și a militarismului.

### Adaptări lirice și teatrale ale operei lui Zola
În încercarea de a-și ameliora situația materială, Émile Zola a încercat să își adapteze teatral romanele. La sfârșitul secolului al XIX-lea, un succes pe scena pariziană aducea instantaneu bunăstarea și celebritatea. Zola însă este atras și de efectul de tribună al teatrului, pe care dorește să-l folosească pentru a potența ecoul mișcării naturaliste.

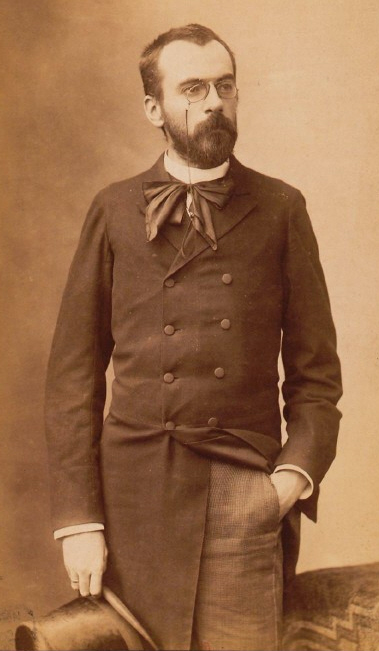
, muzician talentat, îl inițiază pe Zola în muzică și îi aduce primele succese de scenă

#### Autor dramatic
Zola este fascinat de teatru încă din tinerețea provensală.  A avut, împreună cu prietenii săi Baille și Cézanne, încercări de a scrie piese dramatice începând cu 1855: spre exemplu, comedia Enfoncé le pion!. Urâta (La Laide) este prima sa operă teatrală. Piesa așează în scenă un tată orb, căruia handicapul îi revelează adevărata frumusețe, cea a inimii, întruchipată de fiica sa cea mare. Gândită naiv, opera nu va fi niciodată nici jucată, nici publicată în timpul vieții lui Zola. A doua piesă a sa, Madeleine, nu se bucură de mai mult succes: este propusă direcțiunii teatrului du Gymnase Marie-Bell⁠(d), dar este refuzată. Autorul o transformă așadar în roman, Madeleine Férat.
Eșecurile nu sunt de natură să-l descurajeze pe scriitor, care va trebui mai întâi să aștepte primele succese în librării pentru a mai încerca să se afirme și în teatru. Thérèse Raquin, dramă în patru acte, îi va da această ocazie în 1873.  Piesa este reprezentată pentru prima oară la Teatrul Renașterii din Paris și stârnește atât dezgust cât și admirație sinceră în rândul criticilor. Moștenitorii Rabourdin (Les Héritiers Rabourdin) din 1874 este un eșec ignorat de critici și public. Mugurele de trandafir (Le Bouton de rose), comedie în trei acte, nu este reprezentată decât de șapte ori în mai 1878. Ultima piesă, Renée, dramă în cinci acte, este scrisă la îndemnul Sarei Bernhardt, după romanul Haita. Prezentată în aprilie 1887 la Théâtre du Vaudeville, piesa este o nouă dezamăgire. Din acel moment, Émile Zola nu va mai scrie pentru teatru și își încheie astfel cariera de dramaturg. Teatrul este astfel un eșec dureros pentru autorul seriei Les Rougon-Macquart.

#### Autor liric
Émile Zola nu iubește prea mult muzica. Deși în tinerețe este clarinetist în fanfara din Aix-en-Provence, scriitorul recunoaște mai târiu că nutrește o anumită ură împotriva muzicii precum și « cel mai mare dispreț față de arta șaisprezecimilor și treizecidoimilor ». Ajunge într-atât de departe încât contestă subvențiile acordate Operei din Paris. În mod paradoxal, Émile Zola cultivă o anume admirație pentru Richard Wagner. Scriitorul a fost, fără îndoială, atras de aspectul revoluționar al muzicianului german, care a dezlănțuit scandaluri comparabile în intensitate cu cele provocate de publicațiile naturalismului.
Întâlnirea lui Zola din 1888 cu Alfred Bruneau⁠(d) marchează un punct de cotitură. Acesta îi propune să pună romanul Le Rêve pe muzică, în colaborare cu livretistul Louis Gallet⁠(d), operă la care Zola participă activ. Este un succes. Din acel moment, adaptările se vor succede în mod regulat. Atacul morii (L'Attaque du moulin) este creat în noiembrie 1893 la Théâtre national de l'Opéra⁠(d). Având, din nou, livretul de Louis Gallet și muzica de Alfred Bruneau, lucrarea este puțin modificată pentru a se evita reprezentarea pe scenă a prusacilor: acțiunea este mutată din anul 1870 în 1793, în timpul Revoluției Franceze. Piesa este reprezentată de treizeci și șapte de ori la Paris, iar apoi va putea fi văzută în provincie sau în orașe ca Bruxelles, Londra, Breslau, Geneva și Milano. Urmează Lazare în 1893, Messidor în 1897, Violaine la chevelue, feerie lirică în cinci acte și nouă tablouri care nu va fi pusă niciodată pe muzică, Uraganul (L'ouragan) în 1901, Copilul rege (L'enfant roi) în 1905 și Sylvanire sau Parisul în dragoste (Sylvanire ou Paris en amour), terminat de Zola chiar cu câteva zile înainte să moară. Fără să înregistreze succese de scenă fenomenale, teatrul liric consolidează renumele lui Zola și îi permite să pună naturalismul în scenă și să-i dea viață.

## Estetica zoliană

### Artele plastice

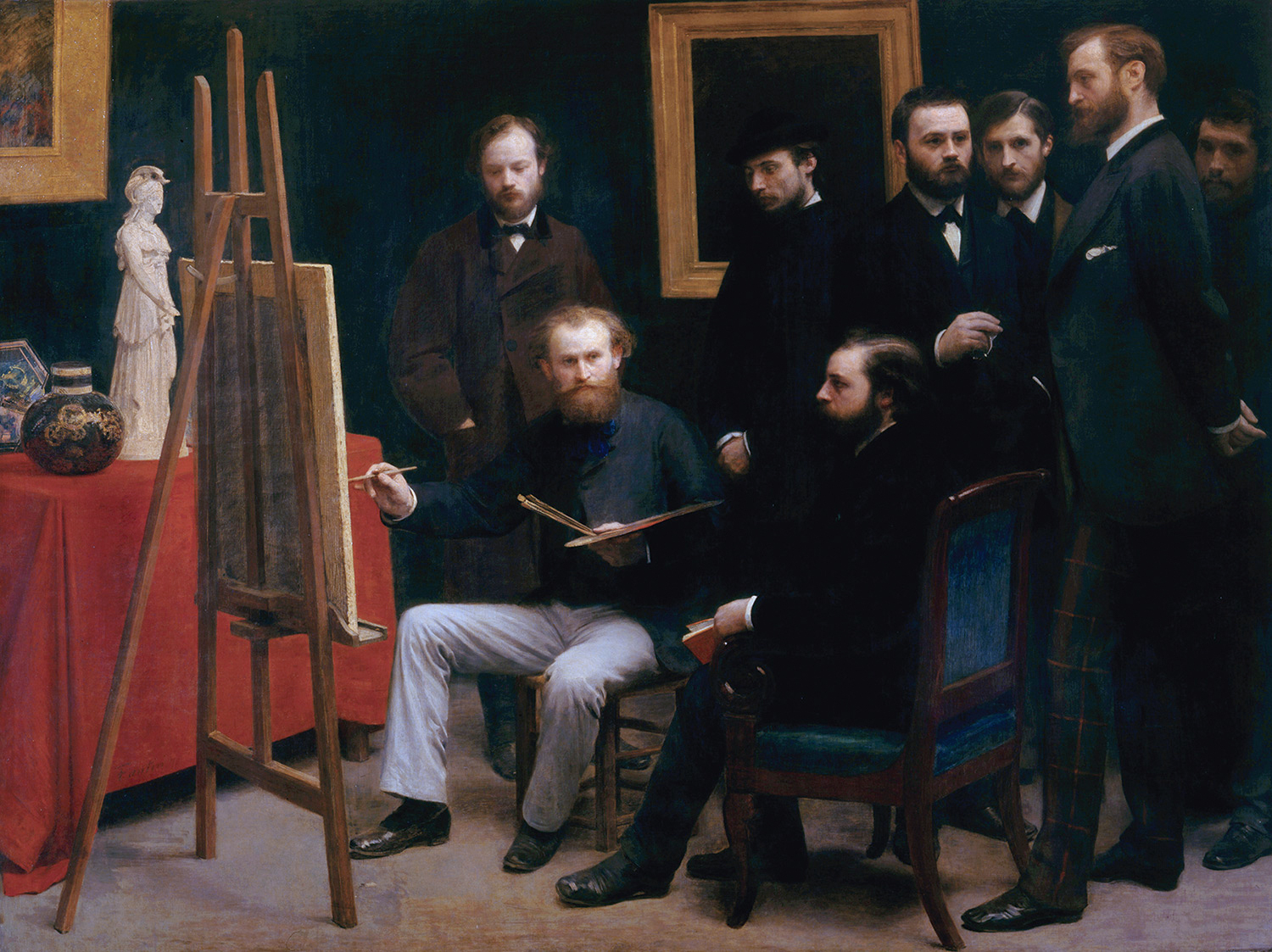
Henri Fantin-Latour, ', Ulei pe pânză, 1870. Zola este reprezentat al patrulea de la dreapta.

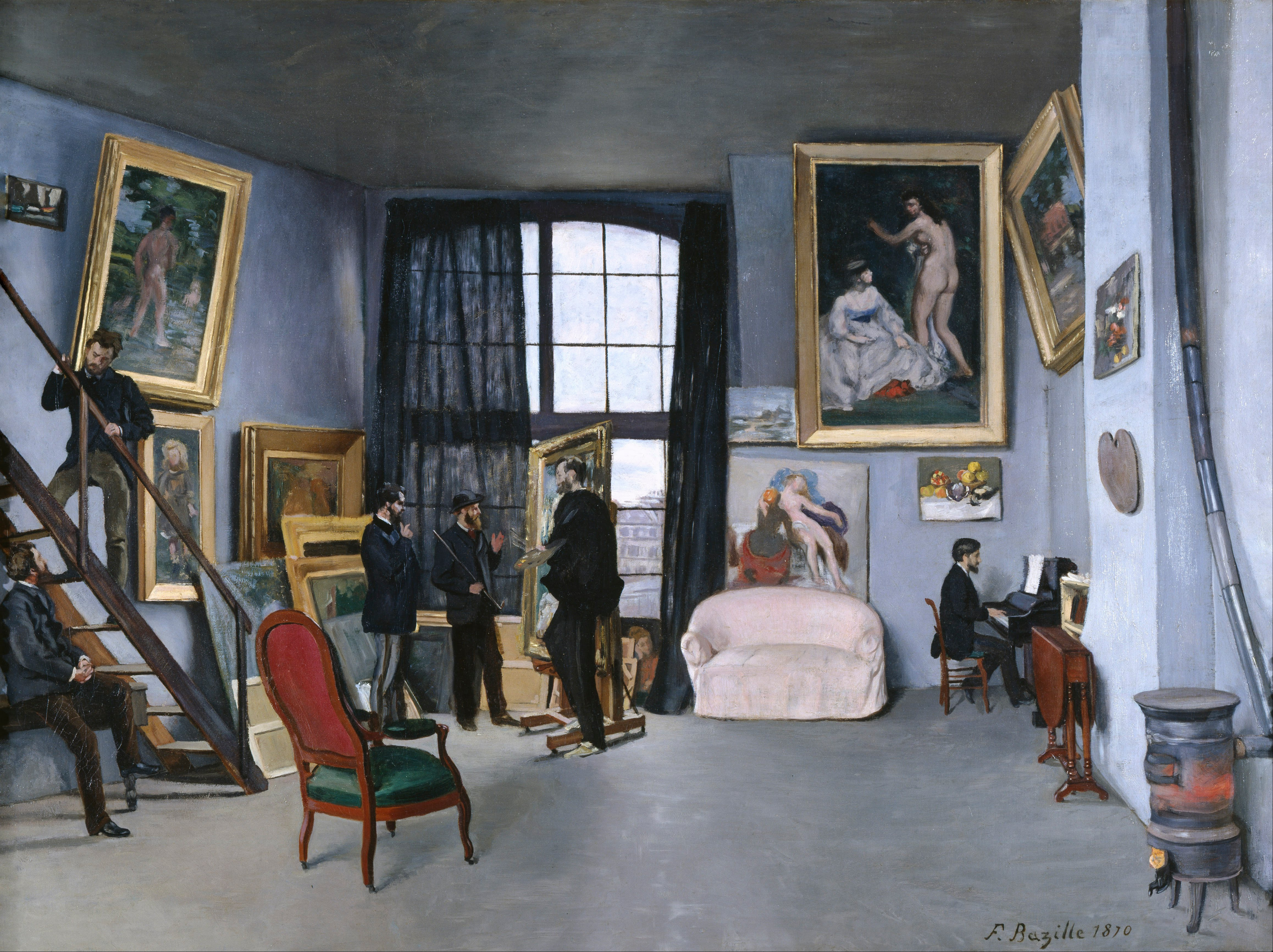
Frédéric Bazille, L'atelier de Bazille, 9, rue la Condamine, Ulei pe pânză, 1870. Zola este reprezentat pe scări.

Alături de Charles Baudelaire și de frații Goncourt, Zola este unul din cei mai importanți critici de artă de la a doua jumătate a secolului al XIX-lea și un mare apărător al noilor tendințe din pictură opuse academismului. Émile Zola a fost din copilărie pasionat de imagine, atras în mod spontan de artele grafice, iar apoi de fotografie. Începând cu 1863, în compania celui ce i-a fost « aproape frate », Paul Cézanne, Émile Zola face parte din « grupul de la Batignolles » și vizitează atelierele artiștilor parizieni. Face cunoștință cu toți cei care contează în lumea artei plastice. Este impresionat de imensul talent al lui Édouard Manet și de noua lui manieră de a vedea pictura: subiecte contemporane și peisaje sclipitoare, redate prin tehnica « aerului liber ». Gustave Courbet este de asemenea o influență majoră a tânărului Zola, fiind chiar considerat de scriitor « singurul pictor al epocii noastre ». Zola mai spune că Gustave Courbet « îi are ca frați, chiar dacă vrea sau nu pe Veronese, Rembrandt și Tițian ».
Din 1863 Émile Zola devine un apărător virulent al noii mișcări artistice. Eficacitatea și pertinența criticlor sale în L'Événement sunt recunoscute. Atacă sever juriul salonului din 1866 și condamnă « falsele glorii », pictori precum Alexandre Cabanel sau William Bouguereau, adepți ai picturii academice. Criticile sale sunt cu atât mai vizionare cu cât cei pe care i-a admirat sunt apreciați și astăzi, iar cei pe care îi disprețuia au fost uitați de istorie de atunci. Creează un scandal, când sugerează, cu ocazia unui manifest în favoarea picturii din 1866, că locul operei lui Manet este la Luvru. După 1875, Zola se distanțează de această mișcare (botezată impresionism începând cu salonul din 1874) care « nu mai produce opere la fel de solide, la fel de elaborate ».
Pentru Zola, pictura este, înainte de toate, o personalitate. Afirmă: « Nu copacul, fața sau scena prezentate mă impresionează, ci omul pe care îl găsesc în operă ». Această personalitate trebuie să exercite un efect unificator puternic asupra tabloului, în care pictorul își transpune toată energia. Centrul operei devine astfel nu subiectul ales, ci expresia personalității artistului.
Zola a contribuit astfel la mișcarea impresionistă prin forța sa de convingere și talentul său critic. Apropierea de acest grup artistic i-a influențat foarte mult demersul literar. Concepțiile sale inovatoare legate de personalitatea artistului și transformarea obiectului într-o realitate artistică prefigurează oarecum suprarealismul, pe care Zola nu îl va cunoaște niciodată.

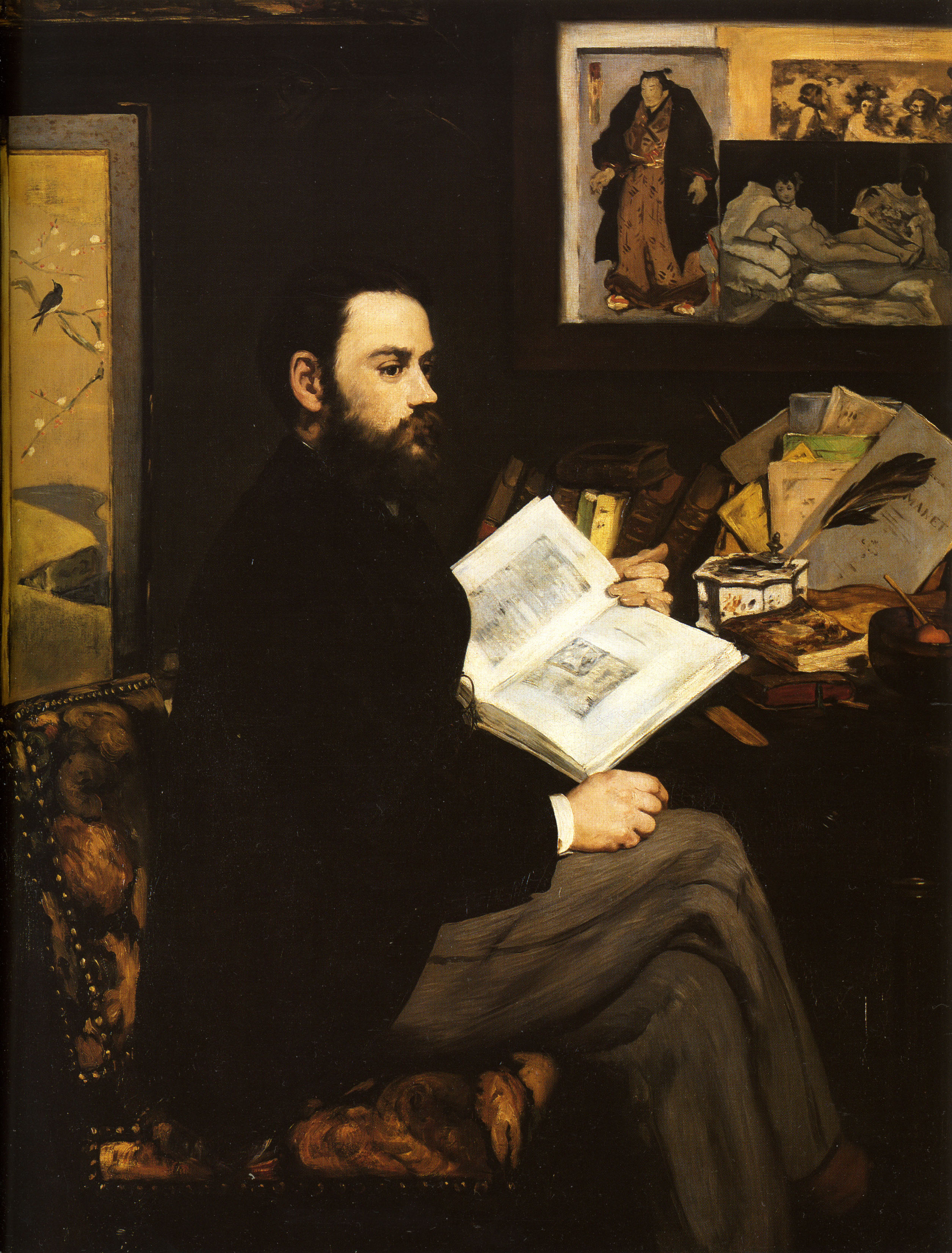
Zola, portret de Manet, 1868

Influența artelor plastice asupra oprei lui Zola este evidentă. Scriitorul pare să-și fi structurat romanele așa cum un pictor își pregătește pânza, folosindu-se continuu de dosare pregătitoare. Adesea, în aceste dosare, schițează locurile sau obiectele pe care vrea să le descrie. Folosește de asemenea arta compoziției în descrierile sale, tratând universul romanesc ca pe un spațiu pictural.
Zola s-a interesat mai puțin de sculptură. Într-un articol consacrat lucrării Negru adormit (Nègre endormi) de Philippe Solari⁠(d) în 1868, scrie: « Dacă o artă suferă în mediul modern, aceasta este cu siguranță sculptura. Născută în zorii omenirii, în rândul oamenilor ce umblau pe jumătate goi, ea se va simți incomod în societatea noastră îmbătrânită, îmbrăcată în veșminte sobre și strâmte ». Cu excepția lui Solari, nu va mai recunoaște decât talentul unui singur sculptor: Auguste Rodin. În 1891, cu ocazia realizării statuii lui Balzac, finanțate de Societatea oamenilor de litere, el susține cu entuziasm candidatura lui Rodin.

### Fotografia

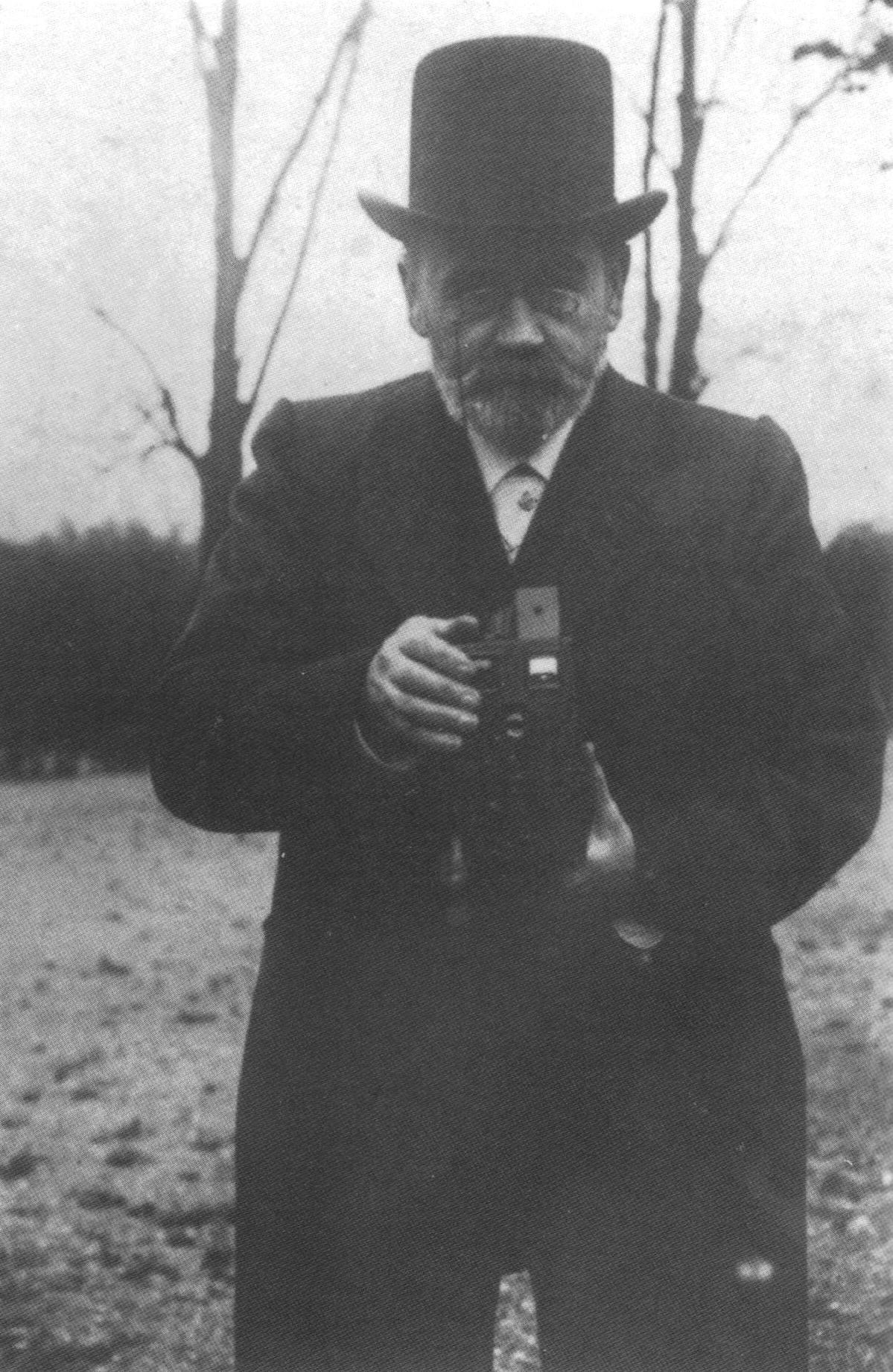
Zola fotograf, în 1890.

Émile Zola începe să fie interesat de fotografie în jurul anului 1888. Victor Billaud, redactor al ziarului Gazette des bains de mer de Royan-sur-l'Océan îl inițiază în această tehnică în timpul vacanțelor pe care scriitorul le petrece la Royan, invitat fiind de editorul Charpentier. Abia după terminarea seriei Les Rougon-Macquart însă, în 1894, Zola se dedică pe deplin acestei pasiuni. Posedând zece aparate de fotografiat, Zola a produs în jur de zece mii de plăci fotografice, din care doar câteva sute s-au păstrat..
Amator cunoscător, aproape profesionist, Zola și-a instalat trei laboratoare fotografice (La Paris, Médan și Verneuil-sur-Seine⁠(d)). El însuși developează negativele, mărește imaginile și realizează tot felul de experimente cu hârtie colorată și formate exotice. Minuțios, își notează în carnet timpul de expunere pentru fiecare clișeu.
Este pasionat de expresia realității cotidiene pe care i le furnizează aceste clipe încremenite. Ansamblul acestor fotografii, expresia unei viziuni de o mare modernitate, oferă detalii precise asupra lumii de la sfârșitul secolului al XIX-lea. Subiectele lor predilecte sunt scenele de viață cotidiană, din Paris, Médan sau Verneuil. Zola efectuează un veritabil reportaj fotografic la momentul Expoziției Universale din 1900. Fotografiază de asemenea numeroase peisaje, mai ales în timpul călătoriilor sale în Italia sau în timpul exilului londonez. Un alt subiect frecvent este constituit din familia și copiii săi, pe care îi redă în imagini de nenumărate ori. Cu ajutorul unui declanșator de la distanță, reușește chiar să se reprezinte împreună cu copiii săi.
Fotografia nu a fost un instrument folosit de scriitor pentru pregătirea romanelor sale. Această pasiune a rămas la stadiul de reprezentare pasivă, obiectivă a realității, « povestire adevărată » așa cum se și exprimă autorul prin intermediul unei dedicații scrise pe unul din albumele dăruite copiilor săi: « Denise et Jacques. Histoire vraie par Émile Zola ». Rolul fotografiei este în general negativ în universul romanelor sale—de exemplu în Haita sau în Madeleine Férat nenorocirea este anunțată prin intermediul unei fotografii. Cu toate acestea, fotografiile scriitorului , atât de mult timp ignorate, fac parte integrantă din opera lui Zola și oferă informații prețioase asupra personalității acestuia.

## Citate
„Să nu uităm niciodată curajul unui mare scriitor care, asumându-și toate riscurile, punându-și în pericol liniștea, faima și chiar viața, a îndrăznit să își ridice tocul și să-și pună talentul în slujba adevărului.” – Jacques Chirac
„Civilizația nu-și va atinge perfecțiunea până când ultima piatră din ultima biserică va cădea peste ultimul preot.” – Émile Zola

## Listă selectivă a operelor lui Émile Zola
| - (1865) Confesiunea lui Claude (La Confession de Claude) - (1866) Prada - (1867) Thérèse Raquin - (1868) Madeleine Férat - (1880) Romanul experimental (Le Roman Experimental) Les Rougon-Macquart - (1871) Averea familiei Rougon (La Fortune des Rougon) - (1871-2) Haita (La Curée) - (1873) Pântecele Parisului (Le Ventre de Paris) - (1874) Cucerirea orașului Plassans (La Conquête de Plassans) - (1875) Greșeala abatelui Mouret (La Faute de l'Abbé Mouret) - (1876) Excelența sa Eugène Rougon - (1877) Gervaise (L'Assommoir) - (1878) O pagină de dragoste (Une Page d'amour) - (1880) Nana⁠(d) - (1882) Pot-Bouille⁠(d) - (1883) La paradisul femeilor (Au Bonheur des Dames) - (1884) Bucuria de a trăi (La Joie de vivre) | - (1885) Germinal - (1886) Opera (L'Oeuvre) - (1887) Pământul (La Terre) - (1888) Visul (Le Rêve) - (1890) Bestia umană (La Bête Humaine) - (1891) Banii (L'Argent) - (1892) Prăpădul (La Débâcle) - (1893) Doctorul Pascal (Le Docteur Pascal) Cele trei orașe (Les Trois Villes) - (1894) Lourdes - (1896) Roma - (1898) Paris Cele patru Evanghelii (Les Quatre Evangiles) - (1899) Fecunditate (Fécondité) - (1901) Muncă (Travail) - (1903) Adevăr (Vérité) - publicat postum - (neterminat) Dreptate (Justice) |

### Bibliografia referinței
- Henri Mitterand, Biographie d'Émile Zola, 3 vol, Sous le regard de l'Olympia 1840-1870 - L'Homme de Germinal 1871-1893 - L'Honneur 1893-1902, editura Fayard, 1999-2001-2002.
- Colette Becker, Gina Gourdin-Servenière, Véronique Lavielle, Dictionnaire d'Émile Zola, editura Robert Laffont - Coll Bouquins, 1993.

### Alte lucrări

#### Biografii
- Jean Bedel, Zola assassiné, Flammarion, 2002
- Patricia Carles & Béatrice Degranges, Zola, Nathan - Collection Balises Écrivains, 1991
- François Émile-Zola, Zola Photographe, Denoël, 1979
- Henri Guillemin, Zola, légende et vérité, Utovie, Collection H.G., 200 pages, 1997 (première édition en 1960)
- Alain Pagès, Émile Zola - de J'accuse au Panthéon, Éditions Lucien Souny, 2008
- Alain Pagès et Owen Morgan, Guide Émile Zola, Paris, Ellipses, 2002
- François-Marie Mourad, Zola critique littéraire, Honoré Champion, 2003
- Evelyne Bloch-Dano, Madame Zola, Grasset, 1997
- Henri Troyat, Zola, Flammarion, Collection Grandes Biographies, 2002

#### Teorie literară
- Patricia Carles & Béatrice Desgranges, Le naturalisme, Nathan - Collection Balises Genres et Mouvements, 2001
- Jean Pierre Leduc-Adine, Henri Mitterand, Lire/Délire Zola, Nouveau Monde éditions
- Chantal Pierre Gnassounou, Zola et les fortunes de la fiction, Nathan - Collection Le texte à l'œuvre, 1999
- Henri Guillemin, Présentation des Rougon-Macquart, Gallimard, 1964, 414 pages.
- Henri Mitterand, Zola et le Naturalisme, PUF - Que sais-je ?, 1986
- Henri Mitterand, Émile Zola, Carnets d'enquêtes, Ethnographie inédite de la France, Coll. Terre Humaine, Paris, France Loisirs, 1987, 687p
- Henri Mitterand, Zola - L'histoire et la fiction, PUF - Écrivains, 1990
- Michèle Sacquin et al, Zola, Bibliothèque nationale de France - Fayard, 2002

#### Afacerea Dreyfus

Afișului filmului biografic The Life of Emile Zola, considerat de National Film Registry o capodoperă a filmului american.

- Cour de Cassation, collectif, De la justice dans l'affaire Dreyfus, Fayard, 2006
- Michel Drouin, Zola au Panthéon - la quatrième affaire Dreyfus, Perrin, 2008
- Vincent Duclert, Biographie d'Alfred Dreyfus, l'honneur d'un patriote, Fayard, Paris, 2006
- Pierre Miquel, L'affaire Dreyfus, Presses Universitaires de France - PUF - Coll. Que sais-je ?, 1961, réédité 2003
- Collectif, Dreyfus Alfred né le 9 octobre 1859 à Mulhouse, Éditions Bruno Leprince, 2007
- Michel Winock, Le Siècle des intellectuels, Le Seuil, coll. « Points », 1999

## Filmografie
În 1937, romancierul francez inspiră un film american biografic Viața lui Émile Zola (The Life of Emile Zola) realizat de William Dieterle. Opera lui Zola cunoaște o bogată adaptare cinematografică, cu mai mult de o sută cincizeci de filme și telefilme, în diverse limbi, realizate după romanele sale. Prima adaptare a fost cea a romanului L'Assommoir, de Ferdinand Zecca, în același an cu decesul autorului, 1902. În afară de L'Assommoir, mai mult de jumătate din seria Les Rougon-Macquart a fost adaptată pentru ecran. Unele romane, ca Nana sau Germinal au fost obiectul unor multiple adaptări, mai mult sau mai puțin fidele operei de bază. În afară de Les Rougon-Macquart, singura operă a lui Zola mai des ecranizată a fost Thérèse Raquin.